# Burjassot
Burjassot és un municipi del País Valencià, a la comarca de l'Horta Nord, i situat a la zona oest de l'Àrea Metropolitana de València. Té 39.702 habitants (INE 2023).

## Història

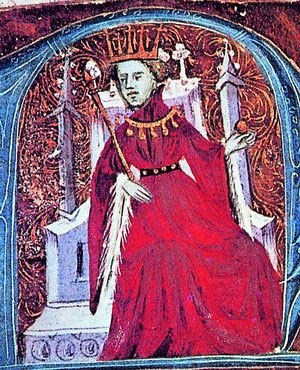
Martí l'Humà

El significat del topònim Burjassot és discutible. En el Llibre del Repartiment apareix Borjaçot, Borgaçot i Borgazot. L'historiador Gaspar Escolano proposa un origen àrab, Burjaçote, que significa "Torre del sot", compost per borg, que significa "torre", i Sot, que és el mateix que "bosc". En 1952 l'historiador Nicolau Primitiu va interpretar burjac com a "castell", i el sufix -ot afegiria un matís augmentatiu, "castell gran". Cervellera Castro atribuïx la torre o castell, burg, a l'últim rei musulmà de València, Aben-Zeyan, conegut com a Asoto. Borg Asot significaria "Torre d'Asoto". D'altra banda, és "torre de l'assut", al·ludint el castell que havia de vigilar la confluència de les séquies de Tormos i Montcada. En 1981, el Departament de Lingüística Valenciana de la Facultat de Filologia apuntava l'etimologia del nom Burdj a una paraula àrab que significa "torre". El segon component és el nom propi d'una persona, Asswad, per tant, Torre d'Asswad.

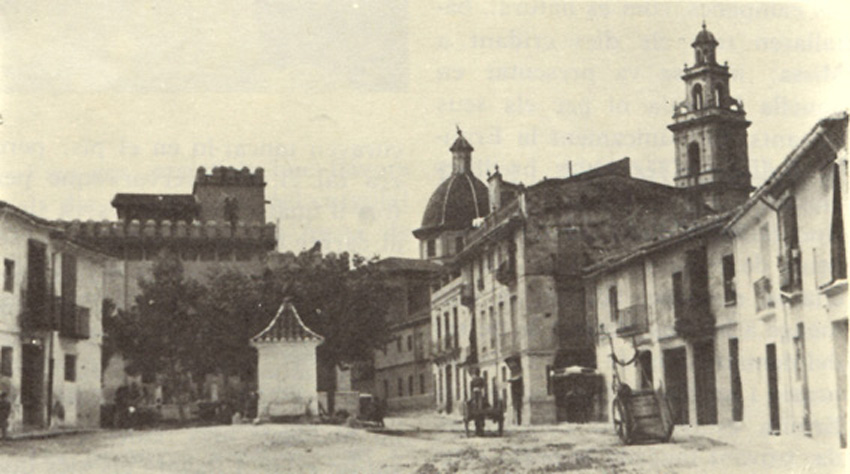
Plaça del Pouet als anys 20 del

Al seu terme s'han trobat peces d'un collar de petxines possiblement pertanyents a l'Eneolític o al Bronze valencians. El municipi naix d'una alqueria musulmana que l'any 1237 apareix ressenyada al Llibre del Repartiment com a donació a García Pérez de Figuerola, donació que en 1238 fou revocada per a atorgar el lloc a l'abat del monestir de Ripoll, però reservant-se la Corona els drets sobre el forn i els molins. En 1258 passà de nou, per canvi, al seu primer propietari i més tard a la Corona, la qual en retingué la possessió fins a 1360, any en què fou atorgada a Sanxo Tena; l'any 1389 el jurista Doménec Mascó comprà els drets del terç delme i del morabatí i posteriorment adquirí la propietat del lloc. Este personatge realitzà importants obres al castell i el transformà en palau, de l'esplendor del qual donen testimoni els artesanats mudèjars que actualment s'hi conserven. En 1401 Martí l'Humà signà els Furs al castell. En 1425 passà per compra al capítol de la catedral de València. En 1525 fou mort a Burjassot el famós personatge de l'Encobert, a causa de la Guerra de les Germanies, després de fracassar en el seu intent i de buscar refugi al castell de Burjassot. En 1568 passà a propietat de Bernat Simó. Posteriorment fou heretat pel seu fill, Josep Alexandre Simó el 1582 qui, el 1600, el vengué al virrei i arquebisbe de València Joan de Ribera. El patriarca, a la seua mort, cedí les seues rendes i la jurisdicció civil i criminal al Reial Col·legi del Corpus Christi, el qual hi exercí la plena jurisdicció fins a l'abolició dels senyorius. Durant la Guerra de la Independència, Burjassot patí el saqueig de les tropes franceses, les quals espoliaren els seus temples, d'on s'emportaren tot allò de valor que trobaren. El general Sempere hi establí, l'any 1823, una junta encarregada de dirigir les operacions militars durant la invasió de los Cent Mil Fills de Sant Lluís. L'any 1837, durant la Guerra Carlina, foren afusellats al Mas del Rosari, al terme de Paterna, prop a Burjassot, 37 oficials liberals que havien estat enxampats en "l'Acció del Pla del Pou".
Quan ja Burjassot tenia Casa de la Vila independent, al voltant de 1870, destacà per la seua població agrícola al terme. Des de principi de segle s'establí molta gent de famílies acomodades de València ciutat, que tenien nombroses vil·les i xalets. Més tard, Burjassot rebé una allau de població immigrant de la part d'Andalusia i de Castella-la Manxa, sobretot. Este corrent migratori, que arribà a la màxima expressió entre les dècades dels 50 i els 70, ha estat responsable de la gran transformació que ha experimentat la vila, i que ha augmentat la població fins quasi uns 40.000 habitants.
La seua proximitat a la ciutat de València ha fet que s'hagen desenvolupat al terme grans infraestructures com ara el Centre de Producció de Televisió Valenciana i el Campus Universitari de Burjassot de la Universitat de València.

## Geografia

### Localització, límits i context espacial

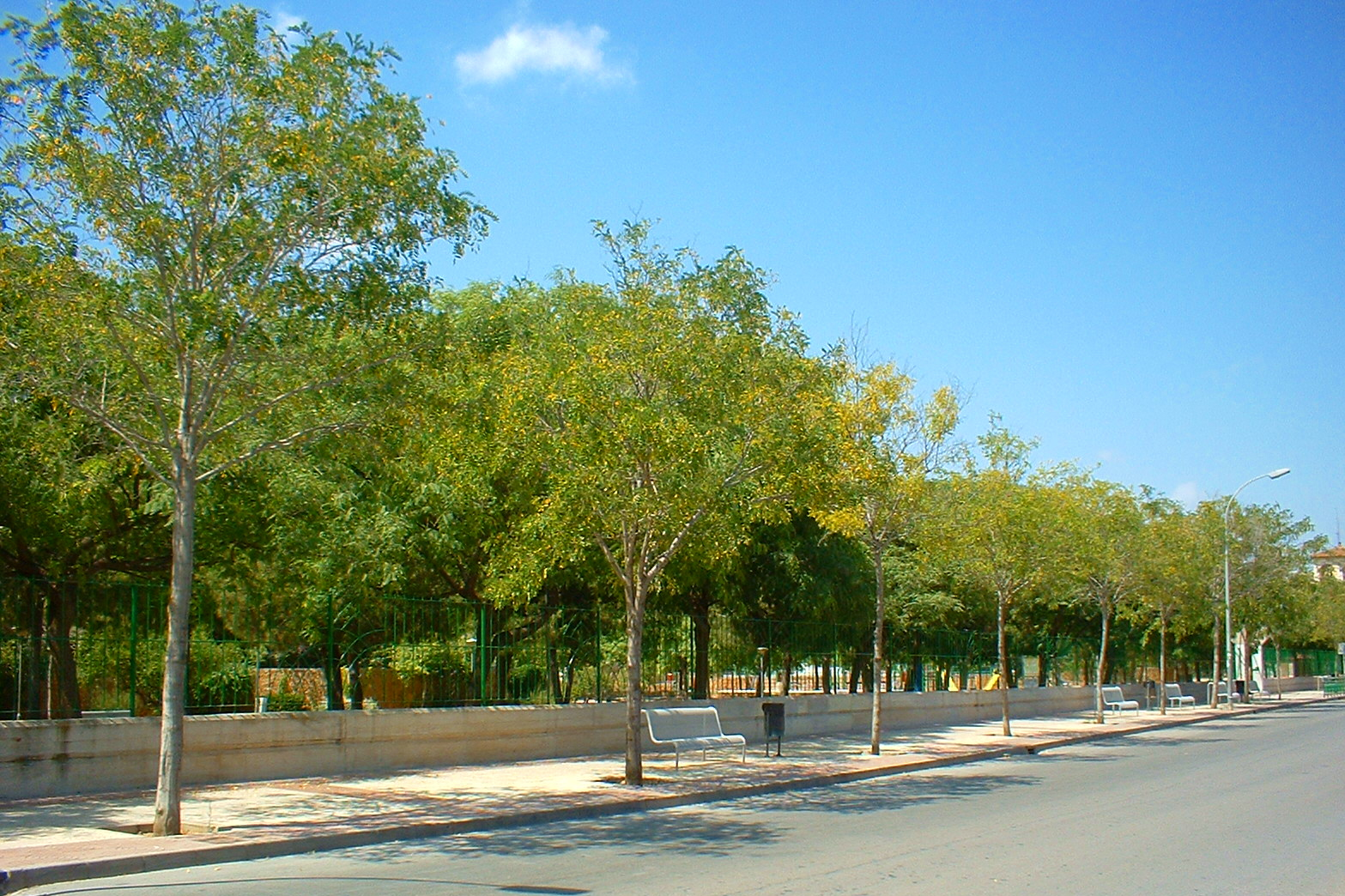
Parc de la Granja

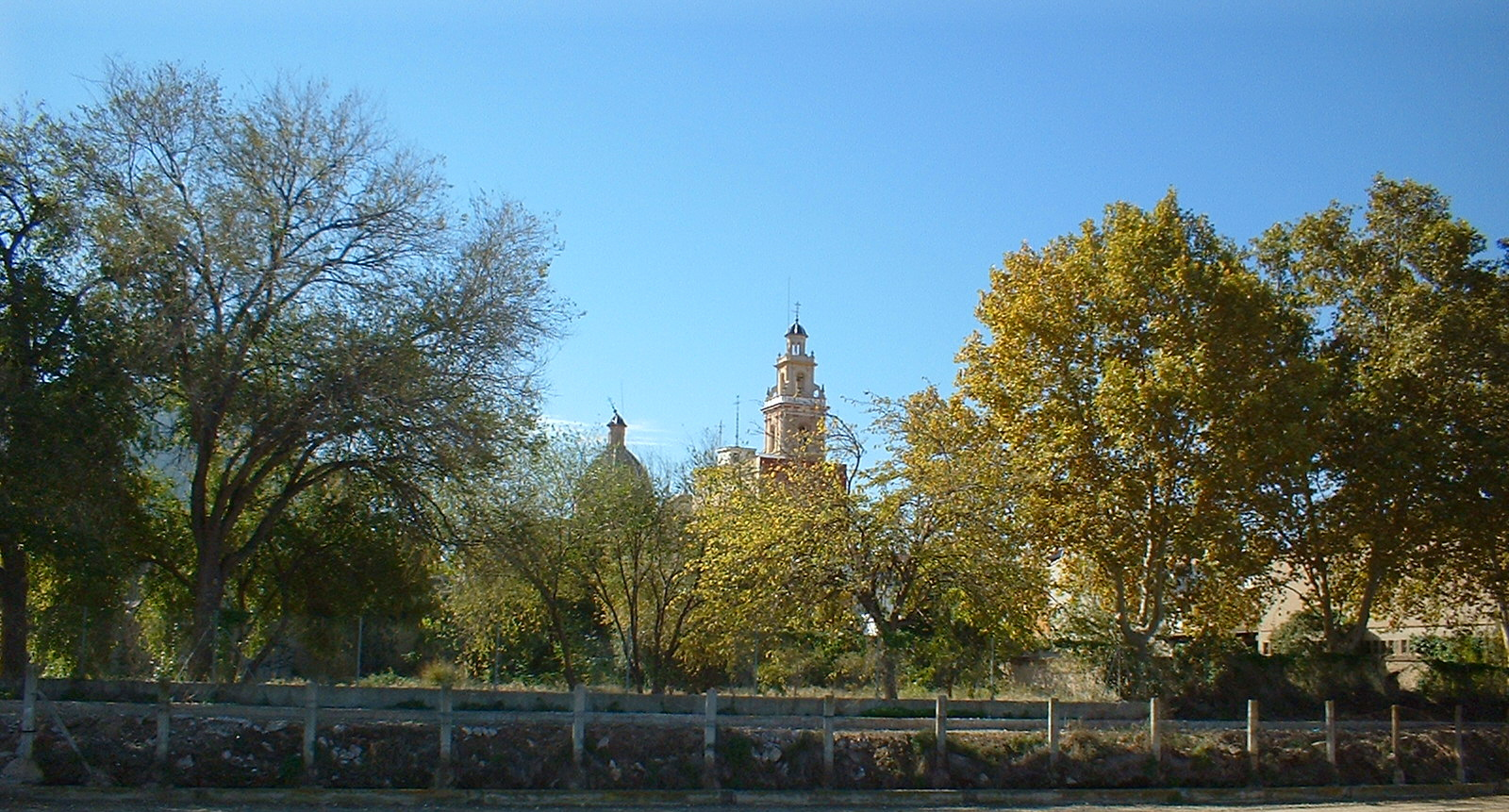
Vista de Sant Miquel des de l'horta

El terme municipal de Burjassot, té forma rectangular (1,5 km d'amplària els punts més pròxims i 2,5 els més distants) i un perímetre de vora 9 quilòmetres. Limita al nord amb el municipi de Godella; al sud amb els barris valencians de Benicalap i Beniferri; a l'est amb les pedanies valentines de Borbotó i Carpesa; i, a l'oest, amb Paterna. La superfície del municipi és de 3,44 quilòmetres quadrats.
A una escala més ampla, Burjassot se situa dins l'Àrea Metropolitana de València i amb els municipis de Torrent, Paterna i Mislata, és un dels més importants pel que fa al nombre d'habitants. Representa, a més, una cruïlla molt important des d'antic en les comunicacions entre la ciutat de València i el rosari de poblacions que condueixen cap a Llíria i Bétera.
Pel que fa a la distribució dels habitatges del municipi de Burjassot, cal dir que es tracta d'un continu quasi totalment urbanitzat que representa les tres quartes parts de la seua superfície. L'altra quarta part correspon a un espai d'horta que se situa a l'est del municipi, en el qual la urbanització és mínima i només correspon a alqueries i vil·les disseminades pels camps, així com un escorxador i dos estables. Dins de la zona sud es troba un complex comercial (Parc Comercial Alban) que, a causa de la proximitat amb l'espai urbanitzat del municipi, així com a les edificacions dutes a terme al veí municipi de València (Palau de Congressos), conforma una àrea que fa de lligam entre ambdós municipis i que els geògrafs urbans anomenen conurbació, només separada per la CV-30 o avinguda Joan XXIII, prolongació de la Ronda Nord. La conurbació, però, es produeix de manera molt més clara amb Godella i el barri valencià de Benimàmet.

### Geomorfologia i geologia

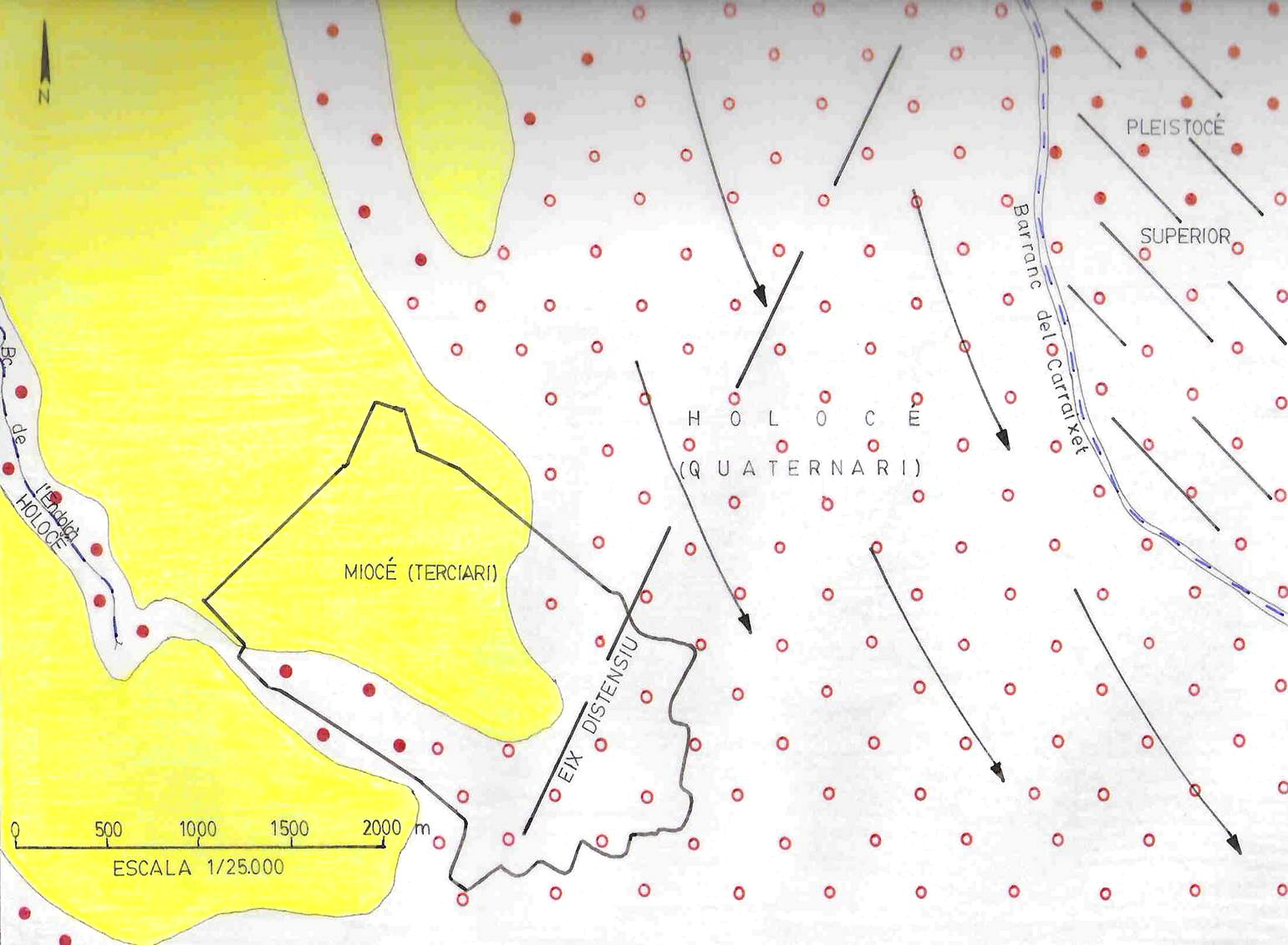
Mapa geomorfològic de Burjassot

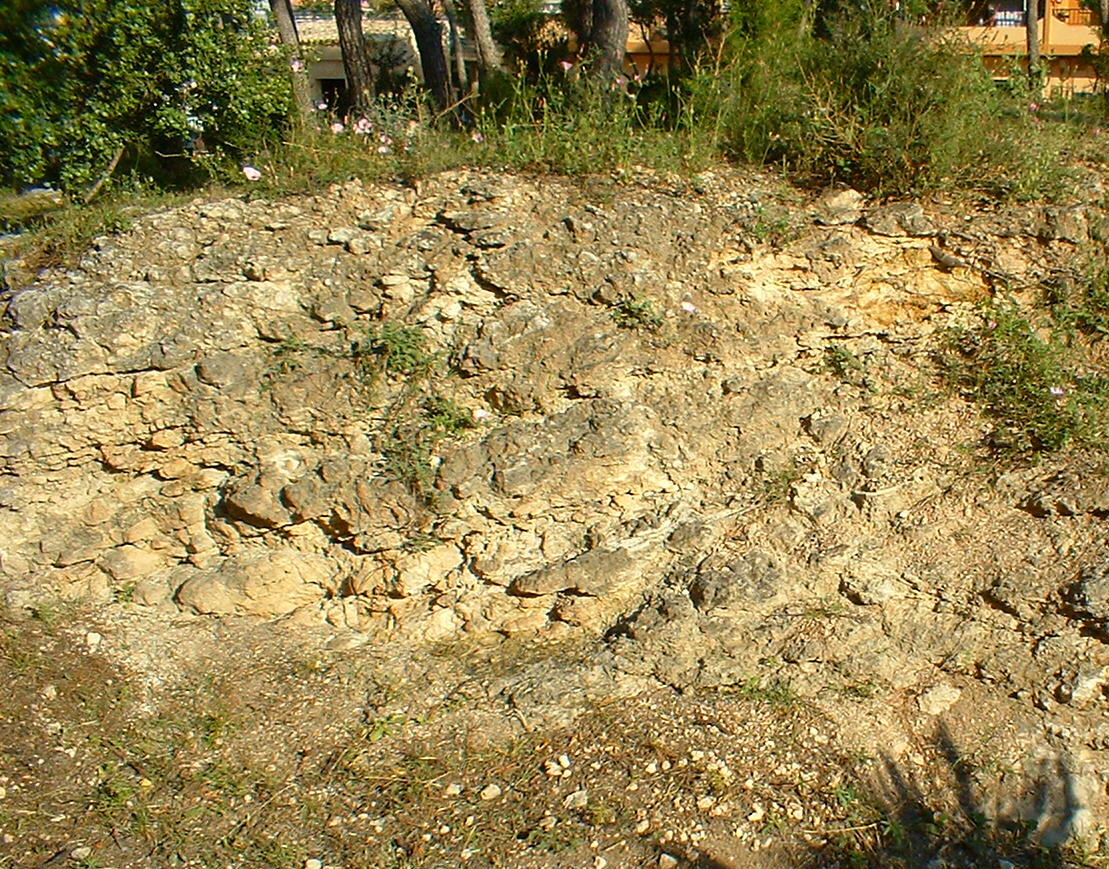
Roca calcària al Jardí del Mirador

Pel que fa a la geomorfologia, el municipi de Burjassot es troba al cor de la Plana Central Valenciana i forma part, la quasi totalitat de la seua superfície, dels últims reductes del Sistema Ibèric conservant la directriu principal d'aquesta formació: nord-oest-sud-est. La part plana correspon a sediments d'origen al·luvial quaternaris. S'hi observen dues zones diferents, al terme municipal de Burjassot: una de terra baixa i uniforme, destinada al cultiu i a les àrees comercials i que continua per l'est, sud i oest; i una altra més alta que ocupa la part nord-centre on s'ubica la població. Aquesta última zona, en general, pren la forma d'un petit tossal amb pendents suaus i cap als costats, pel qual els carrers centrals queden un poc més elevats que els laterals. A més a més, el terreny calcari és molt sec, sobretot en les terres més elevades, sense evidències d'humitat. Els pendents es van suavitzant a mesura que s'avança cap al sud del municipi, i gairebé desapareixen als límits amb l'horta. Hi ha pendents que oscil·len entre el 10 i el 30% a les zones més altes, i quasi imperceptibles com més ens aproximem a la ciutat de València. La seua altitud mitjana sobre el nivell del mar oscil·la entre els 40 i els 45 metres. La zona agrícola no supera els 30 metres i el nucli urbà mai no baixa de 40 metres.
Pel que fa a la geologia del municipi, com ja hem dit anteriorment, hi ha dues zones característiques que representen dos estadis geològics: Paleogen i Neogen.
Terciari: Miocé (5,2-23,3 milions d'anys). Està present a la zona més alta i es tracta d'una estructura terrosa unida amb una petita proporció d'argila (terra rossa) i calcària compacta sense arribar a ser cristal·lina, formant capes de gruix variable constituïdes quasi exclusivament per allò que els antics porcers i paletes locals denominaven tap o tapat, i que es troben en quasi totes les excavacions que s'hi realitzen. La procedència d'aquestes calcàries és lacustre tal com es pot evidenciar a les restes orgàniques que s'han trobat amb extraordinària freqüència en estat fòssil, tenint un analogia morfològica amb els éssers que poblen l'Albufera de València. Malauradament és pràcticament impossible veure aquesta roca perquè l'edificació i la pavimentació dels carrers ho impedeixen. Quasi únicament hi ha calcària a la Deveses del Castell, a l'Eixereta i al Jardí d'El Mirador.
Quaternari: Holocé (<10.000 anys) i Plistocé (<2 milions d'anys). L'Holocè es troba, en la seua pràctica totalitat, a la part baixa del municipi, formant una superfície d'una pendent molt suau que arriba a València (cap al sud) i als pobles veïns de l'est. Tenint en compte la ubicació de Burjassot, es pot afirmar que els sediments holocens provenen de l'erosió de la serra de Portaceli, transportats pel barranc del Carraixet en direcció NNO-SSE. El material sedimentari es pot apreciar perfectament als camps conreats de tot el municipi, així com a les excavacions dutes a terme al sud d'aquest, on es diferencien molt bé els diferents estrats, corresponents a diferents etapes climàtiques, com així ho assenyalen les diverses grandàries de gra. El material plistocé, més antic es troba a l'oest del municipi, seguint el recorregut del Barranc d'En Dolçà (actualment irrecognoscible degut a l'asfalt i els edificis), des de RTVV fins a Cantereria, aproximadament.

### Hidrografia

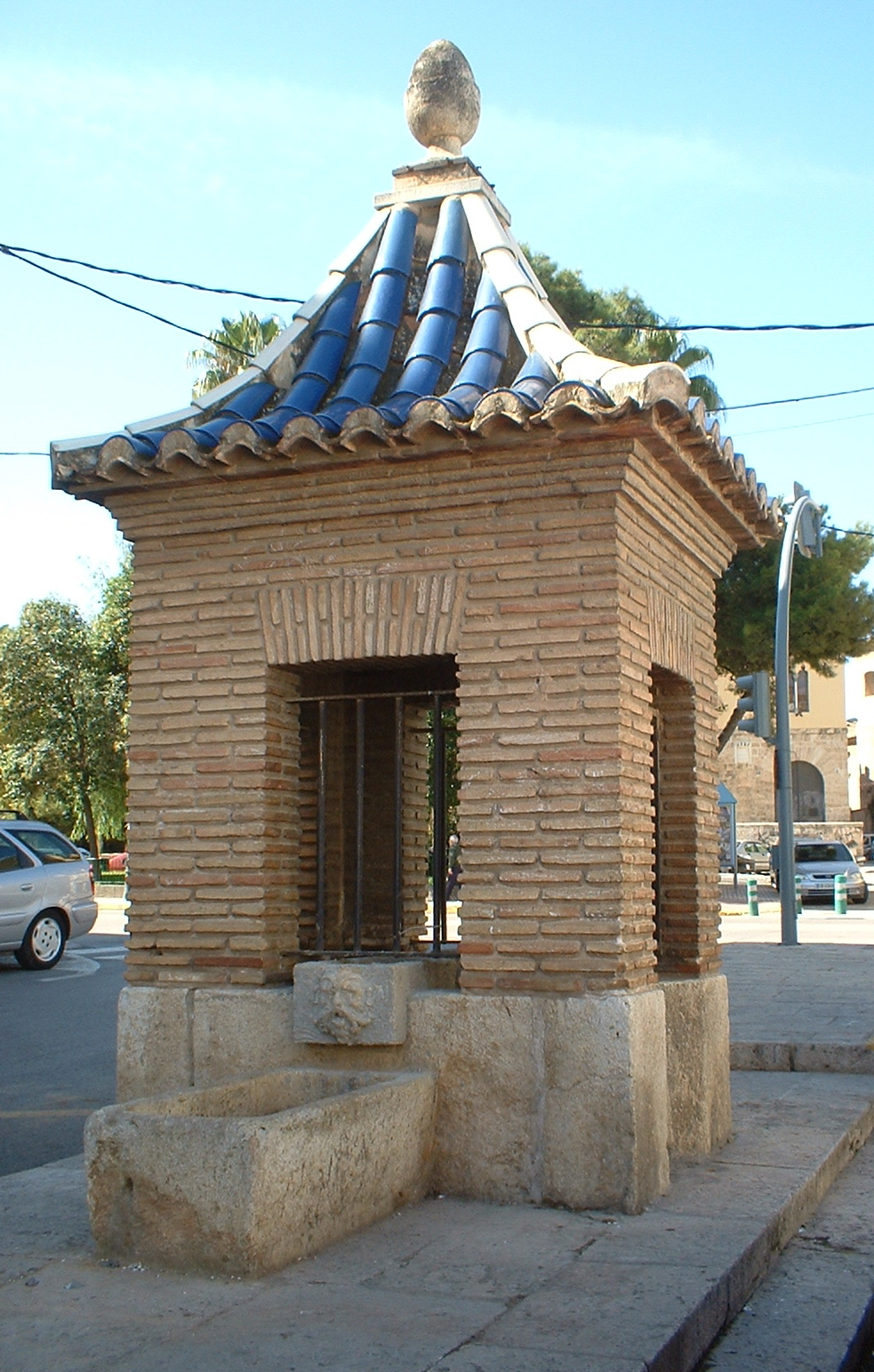
El Pouet

Dins d'aquest punt a Burjassot tan sols destaca el sistema de reg: pous i séquies. Entre les séquies que passen per l'horta de Burjassot cal destacar la Séquia de Montcada. És destacable, tant pel seu cabal, com per les innumerables preses que la regulen. També cal destacar que la Séquia de Montcada no està subjecta al Tribunal de les Aigües de València, té una junta que es compon de síndics. Travessa tot el terme de Burjassot de punta a punta, cal destacar que és la primera que agafa aigua del llit del Túria amb destinació a l'horta de València per mitjà d'un assut. Exceptuant l'últim tram, circula sempre pròxim als tossals que tanquen la secció septentrional de la vega, primer d'occident a orient, des de l'assut fins a Burjassot.
També té certa importància la Séquia de Tormos. Aquesta séquia té el seu assut en terme de Paterna, circula per la dreta del Túria, entre les séquies de Montcada i la de Mestalla. Segueix una direcció paral·lela a la de la Séquia de Montcada, però en arribar a Benimàmet es bifurca i el braç principal (anomenat Braç de Borbotó) va cap a Burjassot. El Braç de Borbotó segueix un recorregut quasi paral·lel al de la Séquia de Montcada al seu pas pel terme de Burjassot, creuant abans pel sector sud de la pista d'Ademús. L'altre braç que es bifurca cap a Benicalap també passa pel terme de Burjassot, pròxim a l'Alqueria de l'Arquebisbe.
També hi altres séquies destacables a Burjassot, però amb menor importància que les séquies comentades anteriorment. La Séquia del Bollo, que surt de la Séquia de Montcada, i serveix de límit amb Benimàmet fins al camí Fondo, on es deriva en diversos ramals. La Séquia de Fartamals, va ser construïda per iniciativa de Sant Joan de Ribera al segle xvii. Partia prop del que actualment és l'estació de Cantereria, i seguia per la partida de l'Almara derivant-se en diferents ramals, que antigament es ficaven pel que actualment és el nucli urbà, i després anaven a parar a la Séquia de Montcada. El recorregut d'aquests ramals facilitava el funcionament de l'escorxador. La Séquia de Ferrando, va perpendicular a la frontera de l'Alqueria de la Torre. El seu recorregut també serveix de límit amb València.

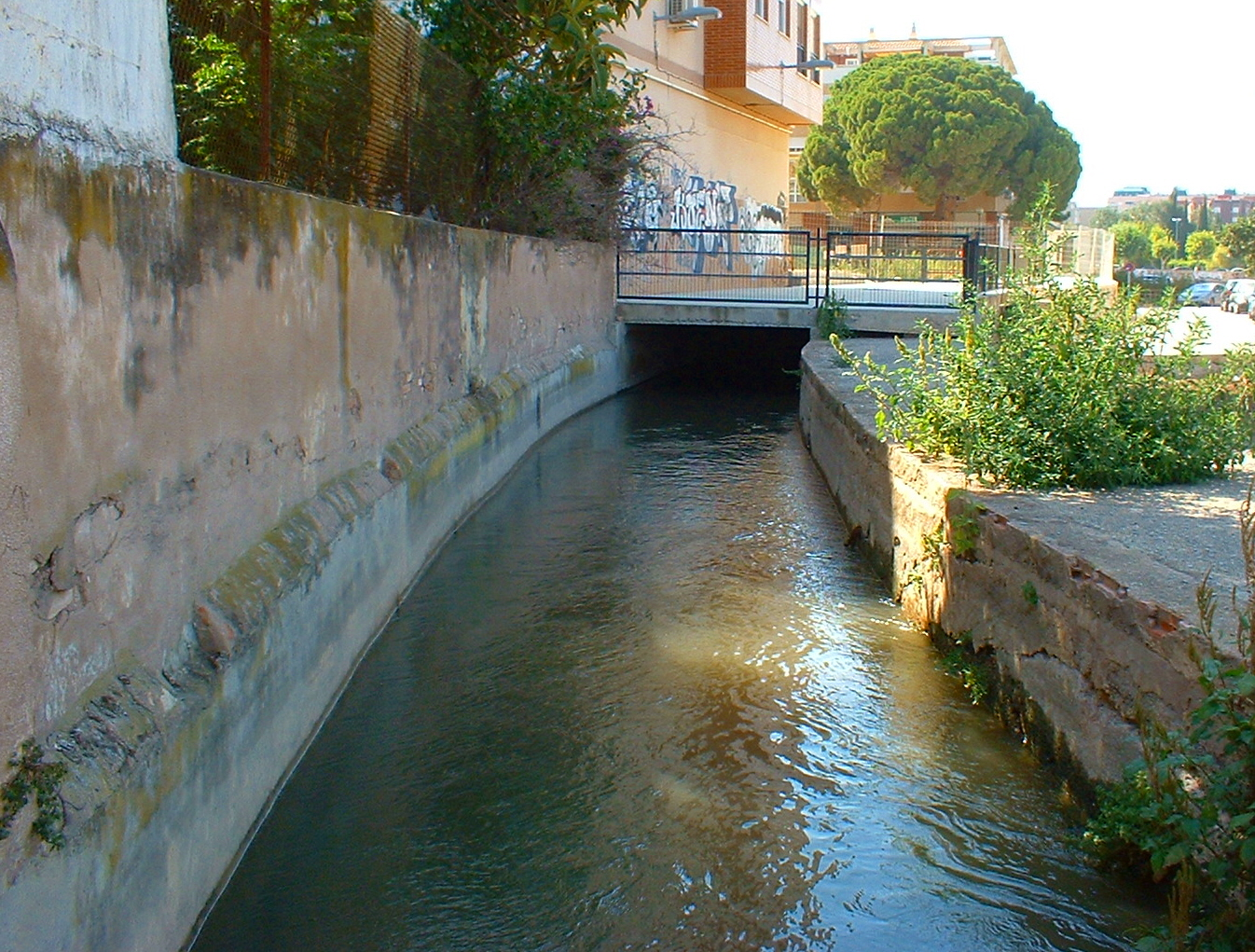
Séquia de Montcada al seu pas per Burjassot

Pel que fa als pous han quedat obsolets, actualment estan merament com a història de Burjassot. Destaquen el Pouet i el pou del Sagrat Cor. També hi ha basses per al reg, construïdes a la partida de la Coma. Antigament, on estan situades aquestes basses, hi havia pous. Cal destacar l'Aqüeducte de la Covatella, que actualment ha desaparegut a causa del procés d'urbanització. I també cal destacar la cisterna que hi havia a les Sitges, que va ser construïda cap a l'any 1582. Amb aquesta construcció es pretenia proveir-se d'aigua d'una manera natural, i estalviar-se les despeses de la compra i el transport d'aquesta. Aquesta cisterna ha quedat desfeta al cap dels anys, en temps de l'última República, en els anys trenta.
Actualment la població de Burjassot fa servir la xarxa d'aigua potable de València per a avituallar-se'n, però antigament es feien servir cisternes i aqüeductes per a portar l'aigua a les cases.
El riu més pròxim és el Túria i el barranc a menor distància el del Carraixet.

### Vegetació

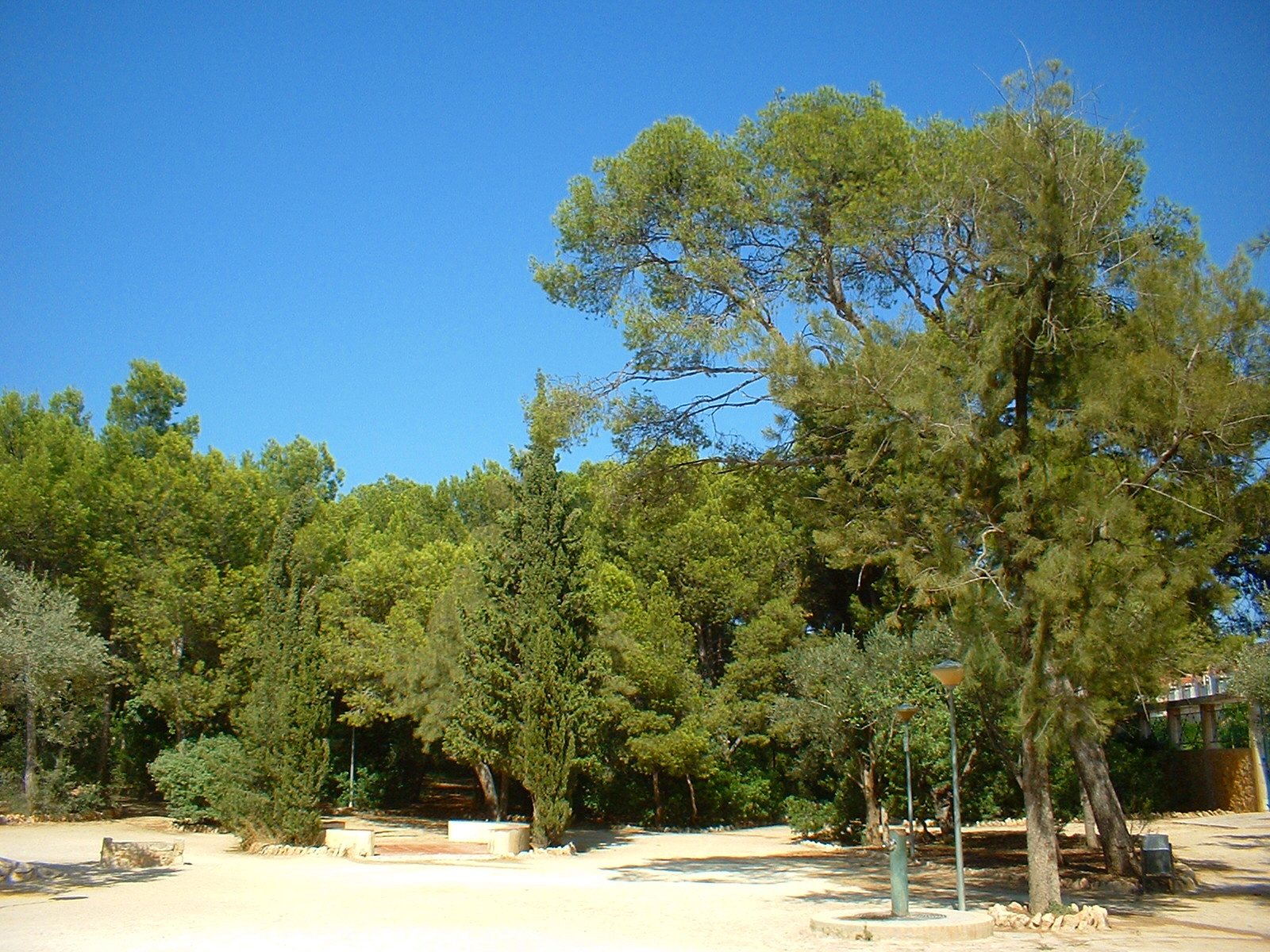
L'Eixereta

Actualment a Burjassot ja no queda pràcticament res de vegetació autòctona, tan sols hi ha algunes espècies d'arbres i arbustos mediterranis al parc de l'Eixereta i a la devesa del Castell, així com vora séquia. D'aquestes espècies en destaquen: les canyes que hi ha pròximes a la Séquia de Montcada, la Canya comú (Arundo donax), alguns pins com el pi comú (Pinus silvestris), i algunes moreres (Morus alba) repartides per alguns camps conreats. Cal destacar una varietat de figues única a la ciutat de Burjassot: la varietat bordissot (blanca o negra).
El municipi, però compta amb àmplies zones amb jardins i parcs, on destaca el parc de la Granja. Altres zones verdes destacables són el passeig del Rajolar, el passeig de Sant Roc o la plaça de la Concòrdia. Les instal·lacions de la Universitat de València (Campus de Burjassot) disposen d'una superfície arbrada molt significativa.

## Clima

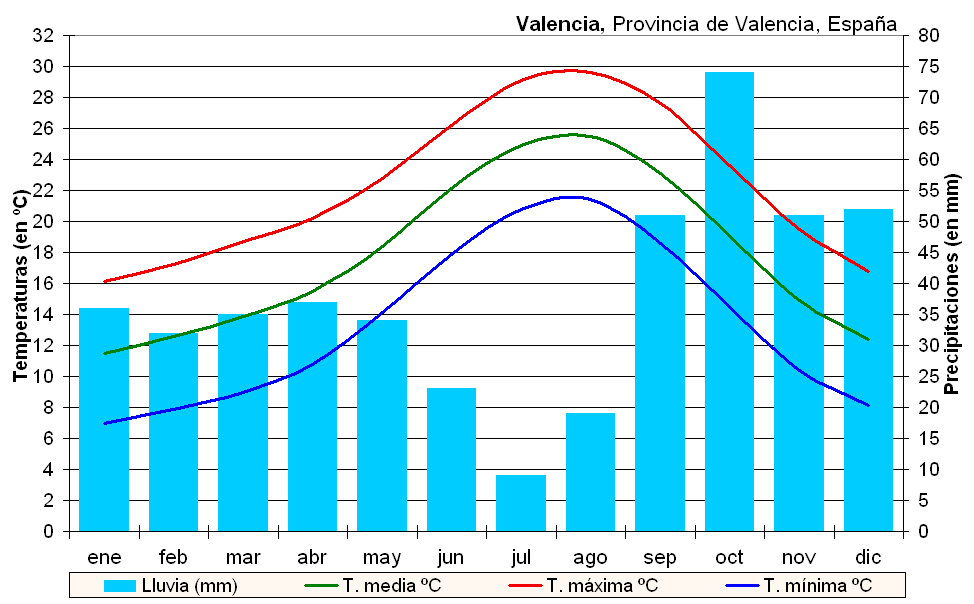
Climograma de València

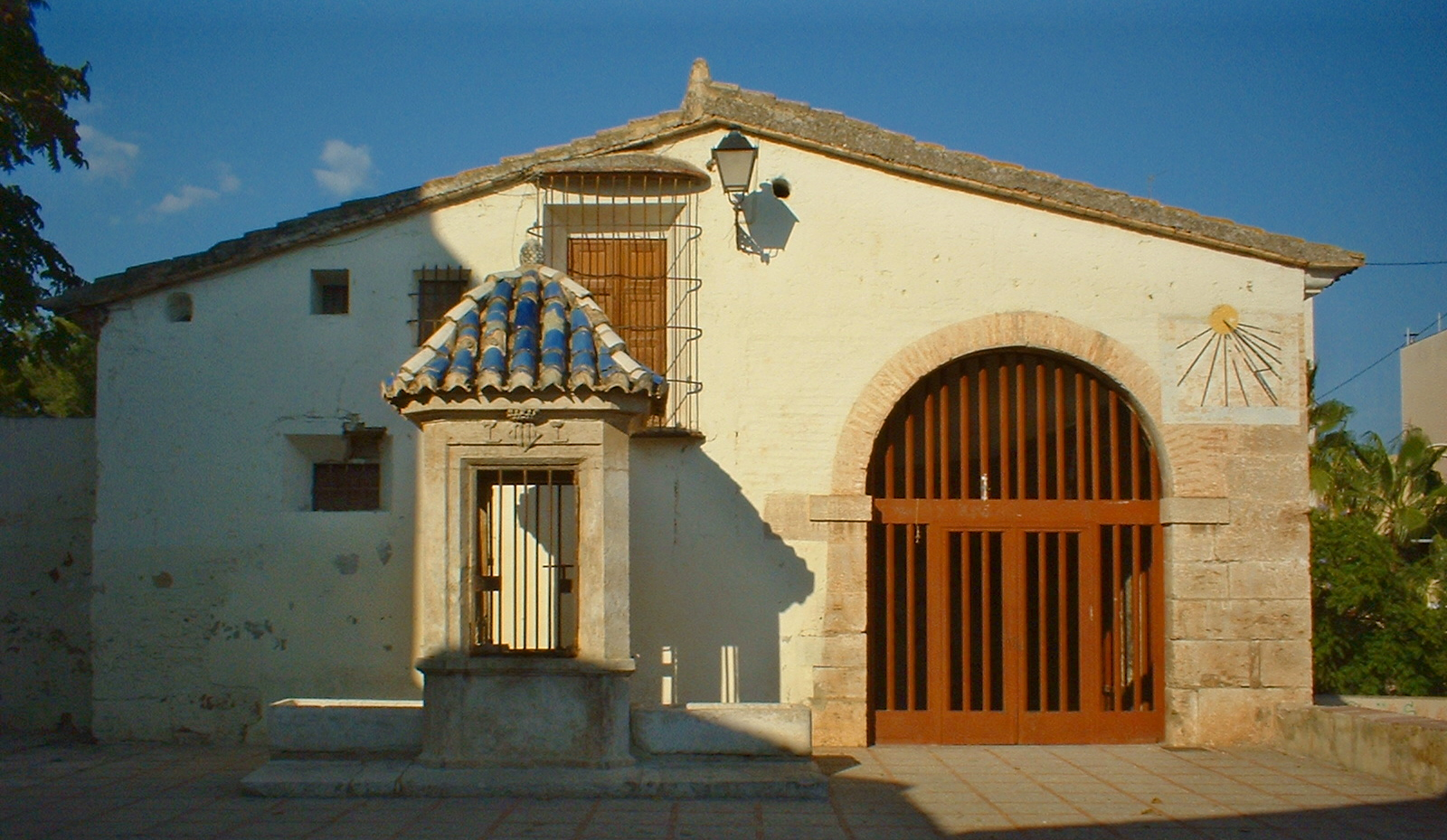
Pou i rellotge solar a les Sitges

A causa de la seua reduïda superfície, el municipi de Burjassot no presenta variacions espacials del clima. Segons l'Atles del País Valencià, Burjassot es troba dins el subtipus B dels climes valencians i no es diferencia quasi gens dels seus trets generals. Es caracteritza per una temperatura mitjana anual superior als 16 °C. Per estacions, a l'hivern oscil·la entre els 9 i els 11 °C, a la primavera entre 15 i 16 °C, a l'estiu entre 24 i 25 °C i a la tardor entre 14,5 i 15,5 °C. Les pluges es concentren a la tardor i la primavera, tenint màxims als mesos d'abril i octubre. L'eixut estival comprén els mesos de maig, juny, juliol, agost i setembre, sent el mes d'agost el més sec. La quantitat de pluja caiguda al llarg de l'any és només de 458 mm, degut a la presència del sistema Ibèric a ponent, que provoca que els sistemes frontals arriben esgotats a la zona. Quan plou de llevant a la tardor, les pluges són molt més intenses, arribant a ploure una mitjana mensual a l'octubre de 74 mm. Altres mesures relatives al clima de Burjassot són els 172 dies anuals en què el cel està totalment ras, així com que la humitat mitjana anual és del 61%.
Segons la classificació climàtica de Köppen, el clima a Burjassot es correspon amb el tipus "Csa" (clima mediterrani). En eixa classificació es tenen en compte les variacions de temperatura i humitat, així com la mitjana dels mesos més càlids i més freds. Köppen afig fins a tres lletres a cada tipus de clima; així, la primera lletra fa referència al grup climàtic, la segona al subgrup i la tercera (si escau) a la subdivisió. Per tant, en el cas de Burjassot:
C (Climes temperats i humits): temperatura mitjana del mes més fred és inferior a 18 °C i superior a -3 °C i almenys un mes la temperatura mitjana és superior a 10 °C.
s (Estació seca a l'estiu): sol en posició alta.
a: La temperatura mitjana del mes més càlid supera els 22 °C

## Demografia

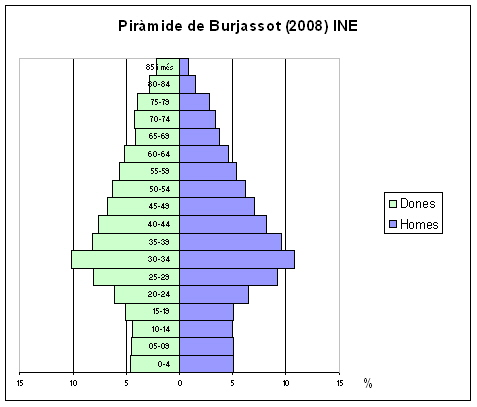
Demografia de Burjassot

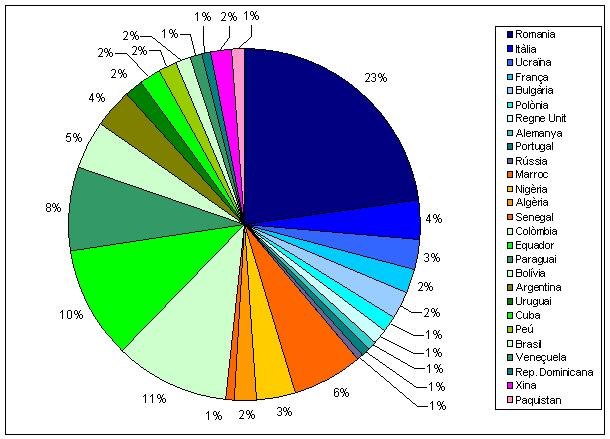
Composició dels immigrants per nacionalitats (2008)

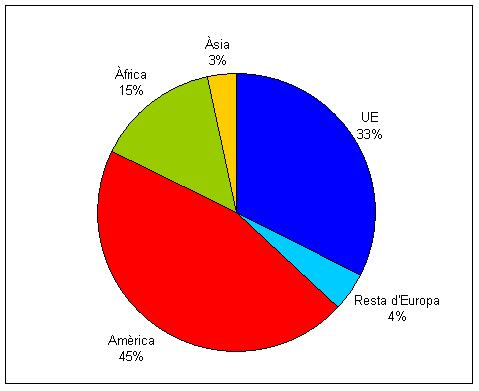
Continents de procedència dels immigrants (2008)

El 2008 hi havia empadronats 37.667 burjassoters, en una superfície de 3,44 quilòmetres quadrats. Açò fa que la densitat de població siga de 10.949 hab./km². Però si tenim en compte que vora un 20% de la superfície del municipi l'ocupa l'horta (hi viuen 19 persones), ens resta una superfície urbanitzada de 2,72 km² i una densitat de 13.848 hab./km², una de les més altes del País Valencià. A l'horta de llevant, però, la densitat és de 20 hab./km². La concentració humana és, en resum, exageradament alta i característica de zones amb altes densitats. A la població de dret cal afegir-n'hi una de nova i relativament important en nombre: els estudiants que s'instal·len al municipi a causa de la presència del complex universitari de la Universitat de València.
Pel que fa a l'estructura per edats de la població de Burjassot, es tracta s'una població envellida (piràmide de l'any 2008). La població compresa entre els 0 i els 14 anys és del 14,37%; la que té entre 15 i 64 anys representa el 70,76%; i la que en té 65 i més, el 14,86%. Aquesta estructura se sembla molt a la del País Valencià. L'estructura dels nouvinguts, però, és ben diferent: 14,19% (menors de 16 anys), 84,32% (de 16 a 64 anys) i 1,49% (de 65 anys i més). L'explicació és ben senzilla: els estrangers no han residit encara el temps suficient perquè hi haja hagut un envelliment en la seua subpiràmide, ja que la migració és selectiva i inclou principalment persones joves i de mitjana edat. Els grups més nombrosos d'estrangers els representen romanesos (23%), seguits de colombians (11%), equatorians (10%), paraguaians (8%) i marroquins (6%).
| Índex                                                                        | Burjassot | País Valencià |
| ---------------------------------------------------------------------------- | --------- | ------------- |
| Dependència (Pob. <15 + Pob >64) / (Pob. de 15 a 64)) x 100                  | 40,9%     | 44,3%         |
| Longevitat (Pob. > 74) / (Pob. > 64)) x 100(%)                               | 44,9%     | 45,6%         |
| Maternitat (Pob. de 0 a 4) / (Dones de 15 a 49)) x 100                       | 18,0%     | 19,5%         |
| Tendència (Pob. de 0 a 4) / (Pob. de 5 a 9)) x 100                           | 106,6%    | 106,0%        |
| Renovació de la població activa (Pob. de 20 a 29) / (Pob. de 55 a 64)) x 100 | 166,0%    | 143,2%        |

### Evolució demogràfica
Pel que fa a l'evolució demogràfica, les dades que utilitzarem corresponen a un període de 147 anys, és a dir, del 1860 al 2008. Cal dir que el comportament demogràfic del municipi de Burjassot és molt semblant al dels països del món desenvolupat i, més concretament, al d'aquells municipis que més tard esdevingueren part d'una àrea metropolitana. S'hi diferencien cinc etapes en l'evolució demogràfica del municipi.
La primera comença a mitjan segle xix i conclou a final de la mateixa centúria. Correspon al cicle demogràfic antic o a la primera fase del model de transició demogràfica. Hi ha unes taxes de natalitat i de mortalitat molt elevades que se situen entre el 35 i el 40‰, per tant, la població creix molt lentament o roman estable. El 1900 la població de fet és de 4.009 persones.
La segona fase arriba fins als anys trenta. La natalitat es manté estable, però la mortalitat cau, degut a mesures higienistes i a l'avanç de les ciències sanitàries. A final del període la població ha experimentat un creixement significatiu, arribant l'any 1930 als 8.538 habitants.
La tercera fase correspon a la dècada dels anys 30 i 40 influenciada per la Guerra Civil espanyola. El creixement demogràfic es desaccelera a causa del fre de la natalitat. La mortalitat s'atura en un 20‰, aproximadament. L'any 1950 hi havia 12.134 persones.
La quarta fase comença a la dècada dels 50 i conclou a final dels anys 70. És aquest període el de més espectacular i ràpid creixement demogràfic. Hi intervingueren dos factors: l'increment de la natalitat, animada pel règim franquista i la bona situació econòmica; així com a la immigració castellana i andalusa (principalment, encara que de quasi tot el territori espanyol), deguda a les grans possibilitats econòmiques i laborals de l'àrea metropolitana de València i a l'autoexpulsió de les seues àrees d'origen, a causa de l'empitjorament de les condicions de vida. La població de Burjassot l'any 1980 era de 35.583 persones.
La cinquena fase coincideix amb l'arribada de la democràcia a l'Estat espanyol. Als anys 80 i 90 la natalitat cau i la mortalitat es manté. Aquestes taxes romandran estables més tard i seran del 10 i del 8‰ respectivament. En l'actualitat Burjassot té 37.667 habitants (segons l'INE, per a l'any 2008). L'any on més habitants hi hagué empadronats de la història de Burjassot fou el 2006, amb 37.756 persones. La piràmide de població ens dona una proporció d'homes del 48,89% i de dones del 51,11%. La població disseminada presenta una distribució per gèneres del 73,68% d'homes i del 26,32% de dones.
Avui en dia la població del municipi de Burjassot experimenta un creixement, encara que molt lent. En el futur l'expansió demogràfica no serà significativa i inclús podria arribar a retrocedir. La causa fonamental és la manca de sòl urbanitzable. Nogensmenys, el sòl fèrtil que encara és conreat podria tenir els dies comptats. Per altra banda, l'augment de la població actual cal buscar-lo a les noves construccions a la perifèria del municipi i a l'ocupació d'habitatges buits.
| 1,4 | 1,3 | 2,4 | 2,4 | 2,5 | 2,5 | 2,7 | 0,8 | 3,8 | 2,8 | 3,9 | -0,3 | 0,3 |

| any  | població |
| ---- | -------- |
| 1842 | 1.422    |
| 1857 | 1.981    |
| 1860 | 2.038    |

| any  | població |
| ---- | -------- |
| 1877 | 2.577    |
| 1887 | 2.942    |
| 1897 | 3.712    |

| any  | població |
| ---- | -------- |
| 1900 | 4.009    |
| 1910 | 5.101    |
| 1920 | 6.532    |

| any  | població |
| ---- | -------- |
| 1930 | 8.538    |
| 1940 | 11.235   |
| 1950 | 12.134   |

| any  | població |
| ---- | -------- |
| 1960 | 17.624   |
| 1970 | 23.283   |
| 1981 | 35.583   |

| any  | població |
| ---- | -------- |
| 1991 | 34.595   |
| 2001 | 35.330   |
| 2008 | 37.667   |

### Població immigrant
El 10,24% dels habitants (2009) són d'almenys 28 nacionalitats diferents. El percentatge d'immigrants, doncs, tant de la Unió Europea com de la resta de països del món, és molt inferior al del País Valencià (16,7%) i lleugerament al d'Espanya (12,3%).
| Lloc de naixement | Habitants (2008) INE |
| ----------------- | -------------------- |
| Total             | 37.667               |
| Burjassot         | 7.774                |
| País Valencià     | 25.496               |
| Estat espanyol    | 33.572               |
| Resta de l'Estat  | 8.076                |
| Estranger         | 4.095                |

| Nacionalitat | Habitants (%) (2008) INE |
| ------------ | ------------------------ |
| Espanyola    | 90,89                    |
| Estrangera   | 9,11                     |
| Europa       | 37,03                    |
| Àfrica       | 14,60                    |
| Amèrica      | 45,10                    |
| Àsia         | 3,26                     |

## Patrimoni
El desordenat creixement urbanístic no ha impedit conservar-hi part del seu patrimoni, el qual detallem tot seguit:
- Les Sitges. Edificades des del 1573 per emmagatzemar el blat de la ciutat de València. Des d'aleshores fins al 1806 suportaren diverses ampliacions i millores. Al seu costat hi ha l'ermita de sant Roc, coneguda des del 1575 i reformada per ordre del Patriarca Joan de Ribera el 1605.

- Església Arxiprestal de Sant Miquel Arcàngel. És la parròquia més antiga del municipi, inaugurada el 1780. Conserva pintures de Vicent López.
- Església de Sant Joan de Ribera.
- Església del Sagrat Cor.
- Ermita de Sant Roc.

- Alqueries gòtiques de l'Moro, del Pi i del Rosari. Actualment en mal estat de conservació.

- Molí de la Sal. Antic molí mogut per energia hidràulica.

- Castell. Fou una torre defensiva que donà origen a la població i les seues històries hi estan íntimament lligades. Actualment és propietat d'un Patronat fundat per Carolina Àlvarez Ruiz i alberga el Col·legi Major Universitari de Sant Joan de Ribera. El seu jardí, la Devesa del Castell, conserva exemplars botànics de gran interès i compagina al seu recinte tant els valors científics com els històrics i els paisatgístics.

## Política i govern

### Composició de la Corporació Municipal
El Ple de l'Ajuntament està format per 21 regidors. En les eleccions municipals de 26 de maig de 2019 foren elegits 12 regidors del Partit Socialista del País Valencià (PSPV-PSOE), 3 del Partit Popular (PP), 2 de Ciutadans - Partit de la Ciutadania (Cs), 2 de Compromís per Burjassot (Compromís), 1 de Totes Podem i 1 de Vox
| Eleccions municipals de 26 de maig de 2019 - Burjassot                                                                          |                                          |                                     |                                     |         |          |          |
| Candidatura | Candidatura                              | Candidatura                         | Cap de llista                       | Vots    | Vots     | Regidors |
| | Partit Socialista del País Valencià-PSOE |                                     | Rafael García García                | 8.055   | 47,22%   | 12 (+4)  |
| | Partit Popular                           |                                     | Sonia Casaus Lara                   | 2.528   | 14,82%   | 3 (-1)   |
| | Ciutadans - Partit de la Ciutadania      |                                     | Antonio Subiela Chico               | 1.856   | 10,88%   | 2 ()     |
| | Compromís per Burjassot                  |                                     | Lluna Arias Cortina                 | 1.848   | 10,83%   | 2 (-2)   |
| | Totes Podem                              |                                     | Maria Muñoz Cuevas                  | 1.193   | 6,99%    | 1 ()     |
| | Vox                                      |                                     | José Vicente Aguilar Zaragoza       | 859     | 5,04%    | 1 (+1)   |
| | Altres candidatures                      |                                     |                                     | 630     | 3,69%    | 0 ( -2)  |
| | Vots en blanc                            |                                     |                                     | 88      | 0,52%    |          |
| Total vots vàlids i regidors | Total vots vàlids i regidors             | Total vots vàlids i regidors        | Total vots vàlids i regidors        | 17.057  | 100 %    | 21       |
| | Vots nuls                                | Vots nuls                           | Vots nuls                           | 104     | 0,61%    |          |
| Participació (vots vàlids més nuls)                                                                                             | Participació (vots vàlids més nuls)      | Participació (vots vàlids més nuls) | Participació (vots vàlids més nuls) | 17.161  | 59,70%** |          |
| Abstenció | Abstenció                                | Abstenció                           | Abstenció                           | 11.584* | 40,30%** |          |
| Total cens electoral | Total cens electoral                     | Total cens electoral                | Total cens electoral                | 28.745* | 100 %**  |          |
| Alcalde: Rafael García García (PSPV) (15/06/2019) Per majoria absoluta dels vots dels regidors (12 vots de PSPV)                |                                          |                                     |                                     |         |          |          |
| Fonts: JEC, JEZ València, M. Interior, Periòdic Ara. (* No són vots sinó electors. ** Percentatge respecte del cens electoral.) |                                          |                                     |                                     |         |          |          |

### Alcaldes
Des de 2014 l'alcalde de Burjassot és Rafael García García del Partit Socialista del País Valencià-PSOE. Des de les primeres eleccions municipals, després d'aprovar-se la Constitució, Burjassot sempre ha sigut governada per alcaldes del PSPV-PSOE, excepte en les eleccions municipals de 2011, quan va ser investit alcalde Jordi Sebastià, del BLOC-Compromís.
| Període                       | Alcalde o alcaldessa                           | Partit polític      | Data de possessió     | Observacions                           |
| ----------------------------- | ---------------------------------------------- | ------------------- | --------------------- | -------------------------------------- |
| 1979–1983                     | Marcos González i Marimon                      | PSPV-PSOE           | 19/04/1979            | --                                     |
| 1983–1987                     | José López i Domingo                           | PSPV-PSOE           | 28/05/1983            | --                                     |
| 1987–1991                     | José Luis Andrés i Chavarrías                  | PSPV-PSOE           | 30/06/1987            | --                                     |
| 1991–1995                     | José Luis Andrés i Chavarrías                  | PSPV-PSOE           | 15/06/1991            | --                                     |
| 1995–1999                     | José Luis Andrés i Chavarrías                  | PSPV-PSOE           | 17/06/1995            | --                                     |
| 1999–2003                     | José Luis Andrés i Chavarrías                  | PSPV-PSOE           | 03/07/1999            | --                                     |
| 2003–2007                     | José Luis Andrés i Chavarrías                  | PSPV-PSOE           | 14/06/2003            | --                                     |
| 2007–2011                     | José Luis Andrés i Chavarrías                  | PSPV-PSOE           | 16/06/2007            | --                                     |
| 2011–2015                     | Jordi Sebastià i Talavera Rafael García García | Compromís PSPV-PSOE | 11/06/2011 07/06/2014 | Pacte de govern PSPV+Compromís+EUPV -- |
| 2015–2019                     | Rafael García García                           | PSPV-PSOE           | 13/06/2015            | --                                     |
| 2019-2023                     | Rafael García García                           | PSPV-PSOE           | 15/06/2019            | --                                     |
| Des de 2023                   | Rafael García García                           | PSPV-PSOE           | 17/06/2023            | --                                     |
| Fonts: Generalitat Valenciana |                                                |                     |                       |                                        |

## Sociolingüística

Subdialectes del valencià

Segons el cens del 1991, un 40,5% dels habitants saben parlar valencià, un 84% l'entenen, un 39,5% saben llegir-lo i un 13,5% saben escriure'l. El valencià que es parla a Burjassot és el valencià central o apitxat. La sèrie dialectal seria, doncs, Català>Català occidental>Valencià>Valencià central.
El municipi castellanoparlant més pròxim és Sant Antoni de Benaixeve, situat a només 10 quilòmetres de Burjassot, que és al seu torn un enclavament lingüístic en la comarca veïna i catalanoparlant del Camp de Túria.
La retolació dels carrers és únicament en valencià des de l'any 2007, ja que el consistori va decidir substituir les antigues plaques metàl·liques que podien trobar-se tant en valencià, en castellà o en les dues llengües, per altres només en valencià. Els rètols actuals són de taulell blanc amb tipografia clàssica de color blau, on veiem l'escut de Burjassot. La senyalística que indica els punts d'interès o les direccions són gairebé totes en valencià, llevat d'antigues indicacions escrites en castellà i que quasi mai respecten la toponímia oficial. Un cas a banda són els senyals de trànsit que observem quasi exclusivament en castellà, malgrat ser nous molts d'ells.

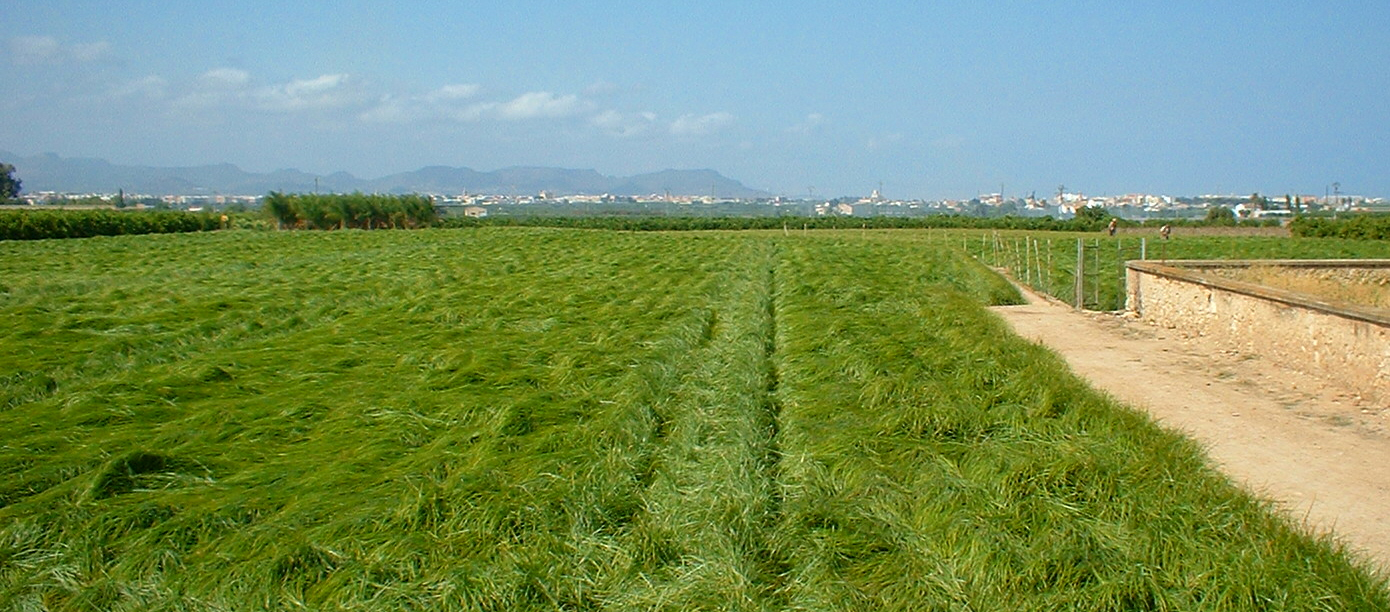
Horta de Burjassot

## Economia
De poble agrícola on a més a més s'hi instal·laren moltes famílies acomodades a principis del segle xx degut a la seua proximitat a la ciutat de València, ha passat, precisament per aqueixa proximitat que propicià la recepció d'un gran contingent d'immigrants en les dècades dels cinquanta i els seixanta, a convertir-se en un municipi dinàmic i superpoblat on la indústria (ceràmica, vidre, tèxtil, transformats metàl·lics, fusta i mobles, alimentació i confecció) i el sector serveis tiren amb força de l'economia. Malgrat això encara s'hi conreen taronges i hortalisses. També ha contribuït al seu desenvolupament i modernització la instal·lació del Campus de Ciències de la Universitat de València i de Canal 9.

## Urbanisme
En la següent taula, les dades de la qual s'han extret de l'INE, podem observar el nombre d'habitatges construïts al municipi al llarg del segle xx. En destaquen les dècades del 60 i els 70, període on hi va haver un creixement espectacular de la població immigrant.

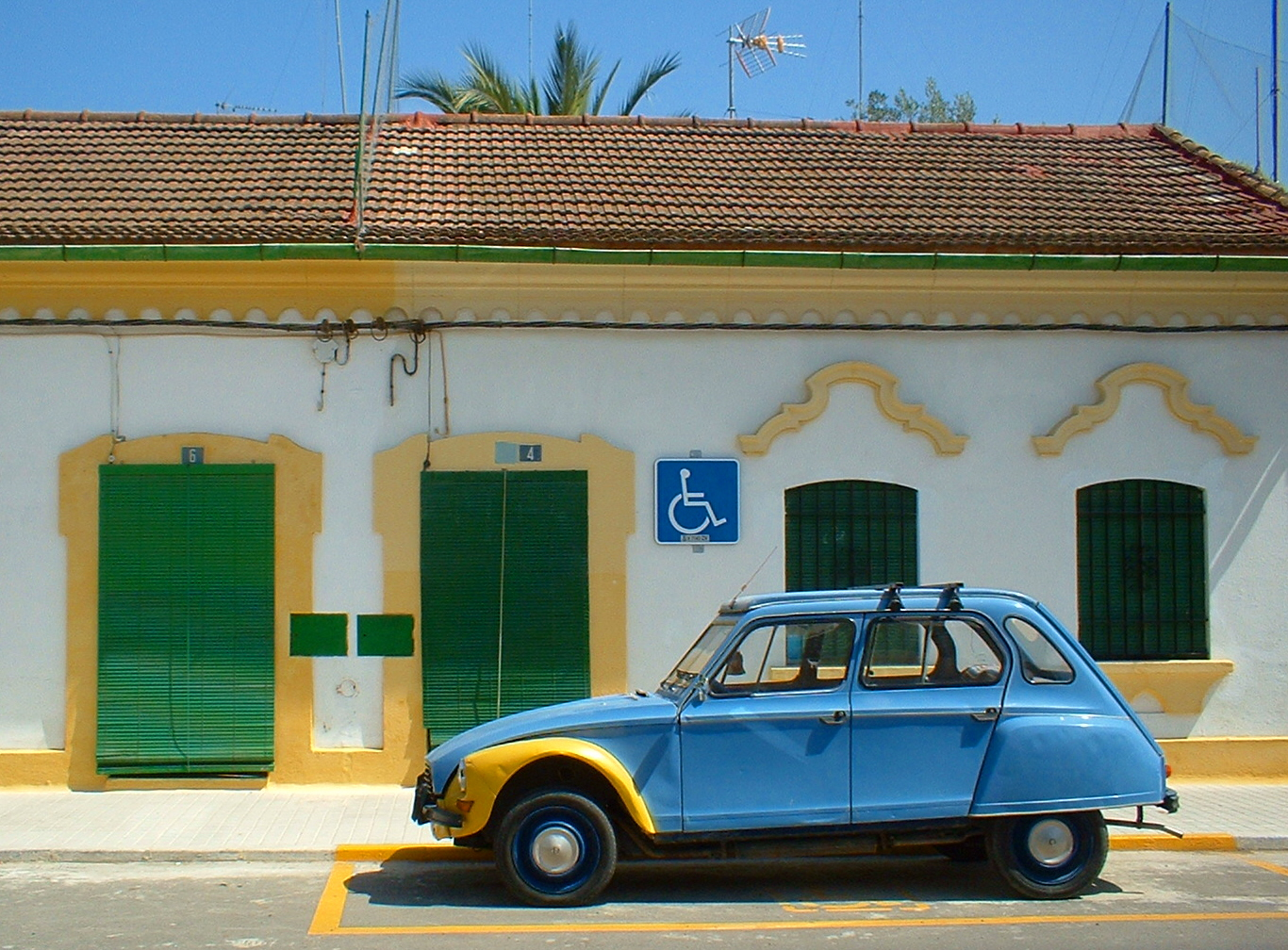
Barri popular al nord de Burjassot

| Període de construcció | Nombre |
| ---------------------- | ------ |
| Abans del 1900         | 200    |
| 1900 - 1920            | 684    |
| 1921 - 1940            | 610    |
| 1941 - 1950            | 467    |
| 1951 - 1960            | 853    |
| 1961 - 1970            | 4.563  |
| 1971 - 1980            | 4.820  |
| 1981 - 1991            | 682    |
| Total                  | 12.879 |

## Vies de comunicació

### Autovies

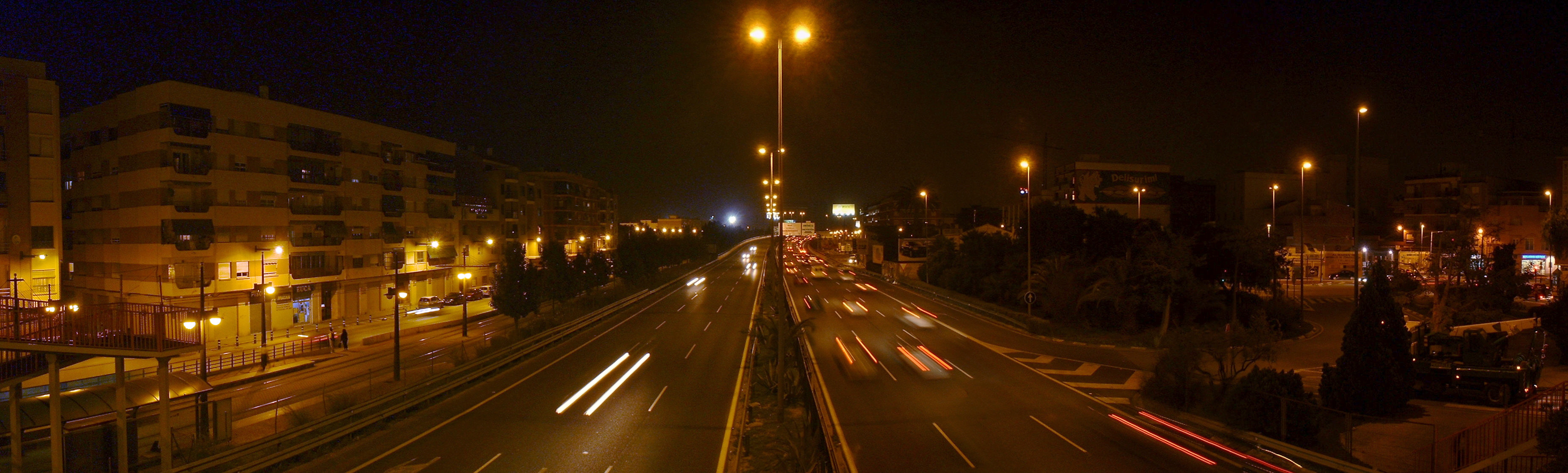
Pista d'Ademús o CV-35 al seu pas per Burjassot

Burjassot compta amb dues autovies: 
- CV-35 o Carretera València - Ademús: Connecta Burjassot amb la ciutat de València i amb els municipis de la comarca del Camp de Túria, principalment. És la via d'accés natural cap a la circumval·lació de l'Autovia de la Mediterrània o A-7.

- CV-30: Important tram d'autovia que tanca la Ronda Nord, provinent de València. Passa pel sud de la ciutat de Burjassot i va, des de l'Avinguda de Joan XXIII de València, cap a Paterna i Burjassot, buscant la V-30.

### Carreteres i grans carrers
La carretera més llarga és la de Llíria (CV-3102), amb 1140 metres de longitud. Si s'ajunten, però, els carrers d'Isaac Peral, Colom i Blasco Ibáñez, que conformen un continu viari, pot considerar-se el carrer més llarg del municipi, amb 1780 metres.

### Autobusos
L'eTM és l'Entitat de Transport Metropolità de València i està integrada per quatre empreses: MetroValencia i Rodalia Renfe, per una banda, i EMT (Empresa Municipal de Transportes de Valencia) i MetroBus, per l'altra.
L'EMT (Empresa Municipal de Transports de València) pertany a l'Ajuntament de València i ofereix un servei d'autobús urbà. Compta amb tres línies per a cobrir la demanda de Burjassot: la número 63 que connecta el Campus de Burjassot amb la ciutat de València, i la línia nocturna N3 que no té parades al terme municipal però sí molt a prop (Benicalap i Benimàmet). La línia 62, que fa part del recorregut de l'N3 i connecta València amb Benimàmet té quatre parades pròximes al terme de Burjassot.
| Línia | Nom de la parada                                | Adreça                            | Trajecte                 | Localitat |
| ----- | ----------------------------------------------- | --------------------------------- | ------------------------ | --------- |
| 63    | Vicent Andrés i Estellés - Facultat de Farmàcia | Avda. de Vicent Andrés i Estellés | Noves Facultats - Xàtiva | Burjassot |
| 63    | Vicent Andrés i Estellés - Poliesportiu         | Avda. de Vicent Andrés i Estellés | Noves Facultats - Xàtiva | Burjassot |
| 63    | Vicent Andrés i Estellés - Cementeri            | Avda. de Vicent Andrés i Estellés | Xàtiva - Noves Facultats | Burjassot |
| 63    | Vicent Andrés i Estellés - Darrere Facultats    | Avda. de Vicent Andrés i Estellés | Xàtiva - Noves Facultats | Burjassot |
| 62    | Felipe Valls - Luis Cano                        | Carrer de Felipe Valls, 59        | Benimàmet - Colom        | Benimàmet |
| 62    | Pintor Garnelo - Campament                      | Carrer del Pintor Garnelo, 3      | Benimàmet - Colom        | Benimàmet |
| 62    | Luis Cano                                       | Plaça de Luis Cano, 6             | Colom - Benimàmet        | Benimàmet |
| 62    | Campament - Felipe Valls                        | Carrer del Campament, 8           | Colom - Benimàmet        | Benimàmet |
| N3    | Florista - Pintor Dubón                         | Carrer de la Florista, s/n        | Ajuntament - Benimàmet   | Benicalap |
| N3    | Campament - Felipe Valls                        | Carrer del Campament, 8           | Ajuntament - Benimàmet   | Benimàmet |
| N3    | Pintor Garnelo - Campament                      | Carrer del Pintor Garnelo, 3      | Ajuntament - Benimàmet   | Benimàmet |

 Metrobús (Autobusos Metropolitans de València) ofereix transport d'autobús interurbà. L'operador que treballa a Burjassot és Edetania Bus i compta amb tres línies.
| Línia | Nom de la parada                  | Adreça                               | Trajecte                                      | Localitat |
| ----- | --------------------------------- | ------------------------------------ | --------------------------------------------- | --------- |
| 130   | L'Empalme                         | Carrer d'Enric Valor, 13             | GV de Ferran el Catòlic - L'Empalme - La Coma | Burjassot |
| 130   | El Pouet                          | Carrer del Mestre Lope, 102          | GV de Ferran el Catòlic - L'Empalme - La Coma | Burjassot |
| 130   | Oficina d'Ocupació                | Carrer del Mestre Lope, 53           | GV de Ferran el Catòlic - L'Empalme - La Coma | Burjassot |
| 130   | Plaça Gómez Ferrer                | Plaça Gómez Ferrer                   | GV de Ferran el Catòlic - L'Empalme - La Coma | Burjassot |
| 130   | Concòrdia                         | Plaça de la Concòrdia                | GV de Ferran el Catòlic - L'Empalme - La Coma | Burjassot |
| 130   | Pi i Margall, 40                  | Avda. de Pi i Margall, 40            | GV de Ferran el Catòlic - L'Empalme - La Coma | Burjassot |
| 130   | Pi i Margall - Reformatori        | Avda. de Pi i Margall, 60            | GV de Ferran el Catòlic - L'Empalme - La Coma | Burjassot |
| 130   | Joan d'Àustria, 37                | Carrer de Joan d'Àustria, 37         | GV de Ferran el Catòlic - L'Empalme - La Coma | Burjassot |
| 130   | Joan d'Àustria - Santa Gemma      | Avda. de Pi i Margall, 60            | GV de Ferran el Catòlic - L'Empalme - La Coma | Burjassot |
| 130   | Carretera de Llíria - Santa Gemma | Carretera de Llíria, 212             | La Coma - L'Empalme - GV de Ferran el Catòlic | Burjassot |
| 130   | 613 Vivendes                      | Carretera de Llíria, 168             | La Coma - L'Empalme - GV de Ferran el Catòlic | Burjassot |
| 130   | Ambulatori                        | Carrer de Rubert i Villó, 4          | La Coma - L'Empalme - GV de Ferran el Catòlic | Burjassot |
| 130   | Ajuntament                        | Plaça d'Emilio Castelar              | La Coma - L'Empalme - GV de Ferran el Catòlic | Burjassot |
| 130   | Mercat                            | Carrer de Blasco Ibáñez, 71          | La Coma - L'Empalme - GV de Ferran el Catòlic | Burjassot |
| 130   | Plaça de Sant Joan de Ribera      | Plaça de Sant Joan de Ribera         | La Coma - L'Empalme - GV de Ferran el Catòlic | Burjassot |
| 130   | L'Empalme                         | Carrer d'Enric Valor, 13             | La Coma - L'Empalme - GV de Ferran el Catòlic | Burjassot |
| 135   | Passarel·la                       | Avda. de la Mare de Déu de la Cabeça | València - Urb. Torre d'en Conill (Bétera)    | Burjassot |
| 146   | Noves Facultats                   | Avda. de Vicent Andrés i Estellés    | València - Benaguasil                         | Burjassot |

### Metro

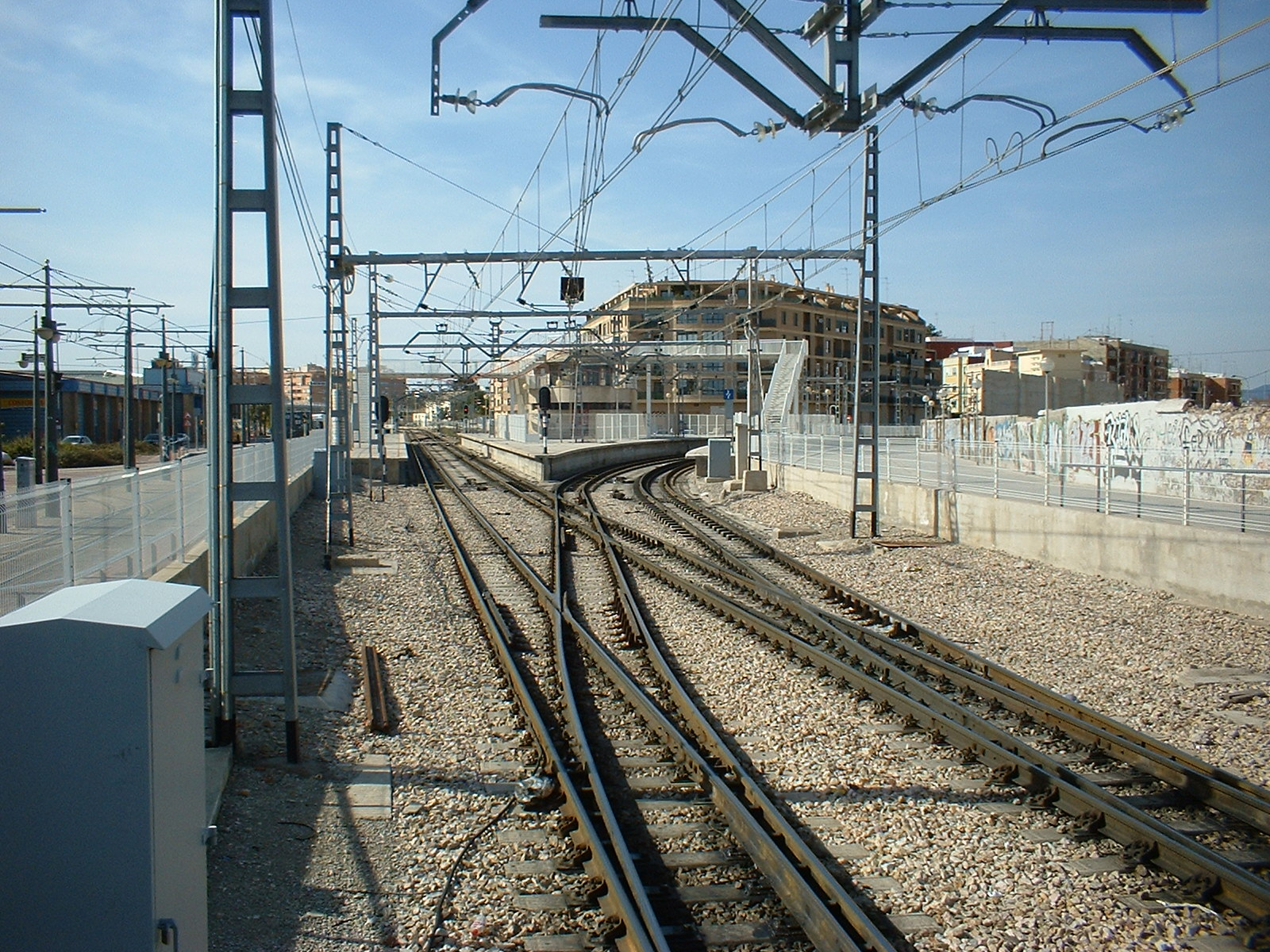
Estació de l'Empalme de les línies 1 i 4 de Metrovalencia

Per Burjassot passa la línia 1 de Metrovalencia. Quan les vies ixen del túnel hi ha la primera parada: l'Empalme. Es tracta d'un nus important, ja que a més del metro hi ha el tramvia i l'autobús.
La via, doncs, es divideix en dos ramals: un que va cap a Llíria i un altre amb destinació Bétera. La via de Llíria compta amb una parada al municipi: l'estació de Cantereria. Aquesta estació serveix els barris propers com ara el que du el seu mateix nom i a tots els veïns a l'oest de la pista d'Ademús, així com tota la zona a est i oest del Parc de la Granja. D'ací no gaire temps també resultarà propera a la nova àrea urbana que substituirà les últimes hectàrees de l'Horta de Ponent. Al ramal que va cap a Bétera hi ha tres estacions: Burjassot, Burjassot-Godella i Godella. Actualment han començat les obres de soterrament de les vies que afectarà totes tres estacions. L'estació de Burjassot la fan servir les persones que viuen al nucli antic i rodalia, majoritàriament. La de Burjassot-Godella és la més important perquè està situada a la zona amb més densitat del municipi i, l'estació de Godella, encara en terme de Burjassot, a l'extrem nord, també registra un nombre important d'usuaris. Segons un mapa isocrònic de mobilitat, cap estació es troba a més de deu minuts caminant des de qualsevol punt del municipi.

### Tramvia

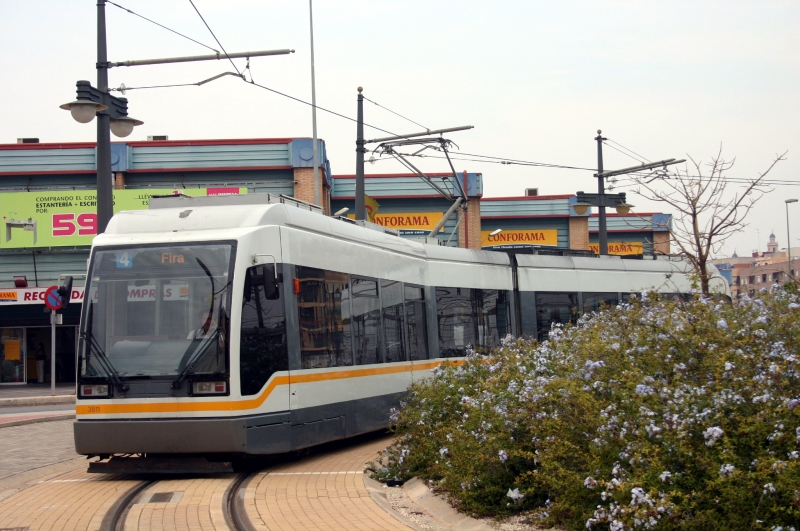
Tramvia a l'estació de l'Empalme

La línia 4 del tramvia té sis parades al terme de Burjassot: l'Empalme, la Granja, Sant Joan, Campus, Vicent Andrés Estellés i TVV. Santa Gemma, en la divisòria amb el terme de Paterna, també serveix els veïns de Burjassot. Hi ha vora quatre quilòmetres de via procedent de València i amb destinació Mas del Rosari, Lloma Llarga-Terramelar i Fira. El tramvia és un mitjà de transport de primer ordre per als estudiants que cada dia arriben al campus universitari i per als veïns del sector més occidental del municipi.

### Carrils bici

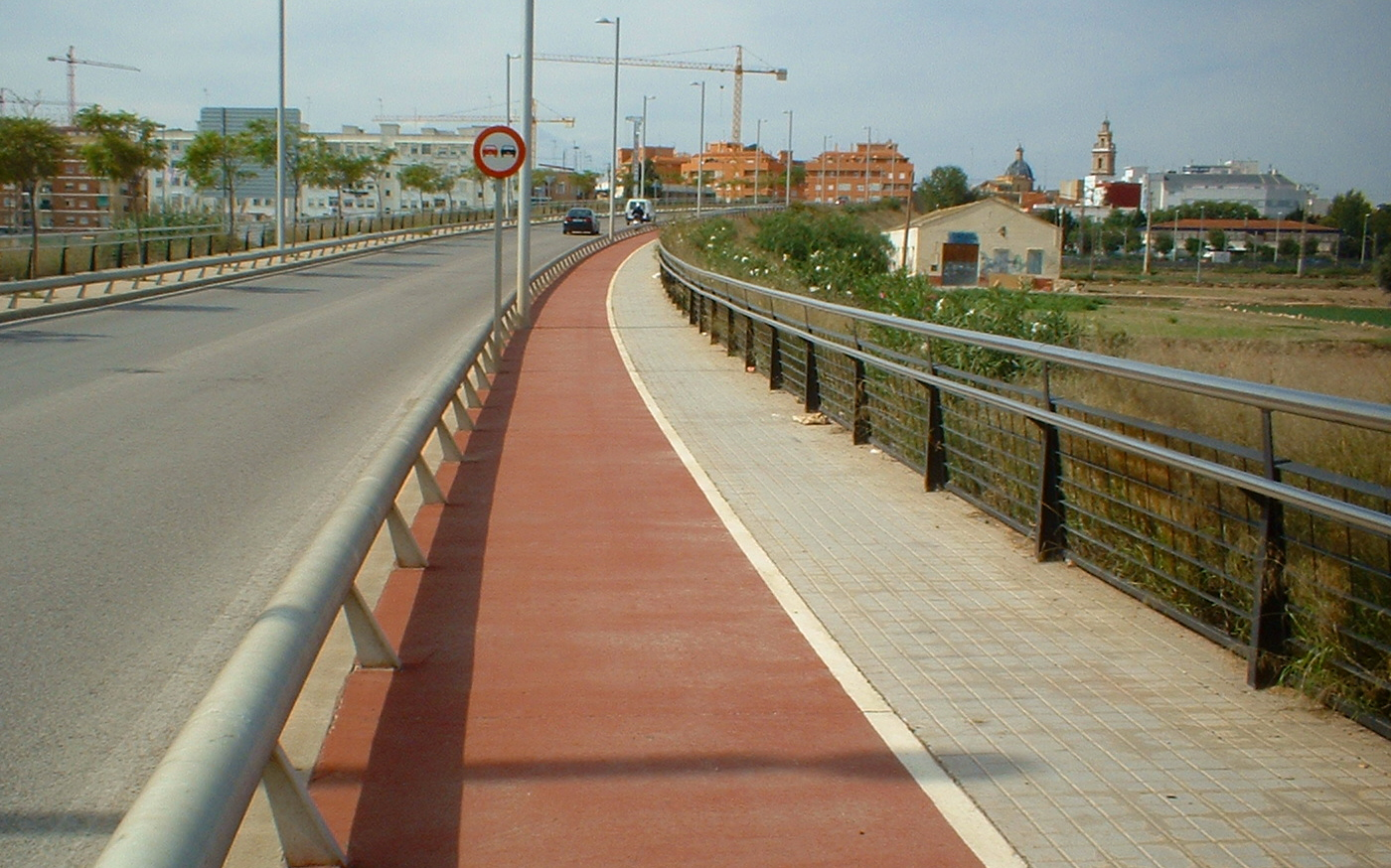
Carril bici a l'entrada del municipi pel sud-est

Actualment Burjassot disposa d'alguns trams de carril bici, en concret metres. Això no obstant, no podem parlar-ne d'una xarxa, sinó de dos trams inconnexos.
El primer tram connecta amb el carril bici provinent de Paterna i comença al final de la Carretera de Llíria, passa davant de les 613 vivendes, gira a la dreta per travessar el Passeig del Rajolar i continua pel Carrer d'Hernán Cortés fins a arribar a l'avinguda Vicent Andrés Estellés, on mor. El trajecte compta amb 960 metres.
El segon tram se situa a l'extrem oriental de Burjassot. Connecta amb la zona del Parc de Benicalap i amb l'Avinguda Joan XXIII de la ciutat de València (Ronda Nord). Segueix el Camí Vell de València passant les noves rotondes d'accés al municipi fins a arribar al Carrer de Joanot Martorell. Mor a la Plaça del Portalet després de recórrer 970 metres.
Burjassot compta, doncs, amb vora dos quilòmetres de carril bici. Hi ha en projecte la construcció d'un tram de carril bici que uniria el tram nord i el tram sud, des del Passeig del Rajolar fins a la Ronda del castell, passant per la Carretera de Llíria i el Carrer Mariana Pineda. Des de la Ronda del Castell també eixiria un altre ramal que connectaria amb Cantereria.
Un col·lectiu d'estudiants de la Universitat de València va redactar un informe sobre l'estat del carril bici i va sol·licitar un itinerari ciclista entre la ciutat de València i Burjassot al maig de 2009.

### Camins rurals
L'horta de llevant compta amb set camins rurals, quasi tots ramificats i asfaltats.

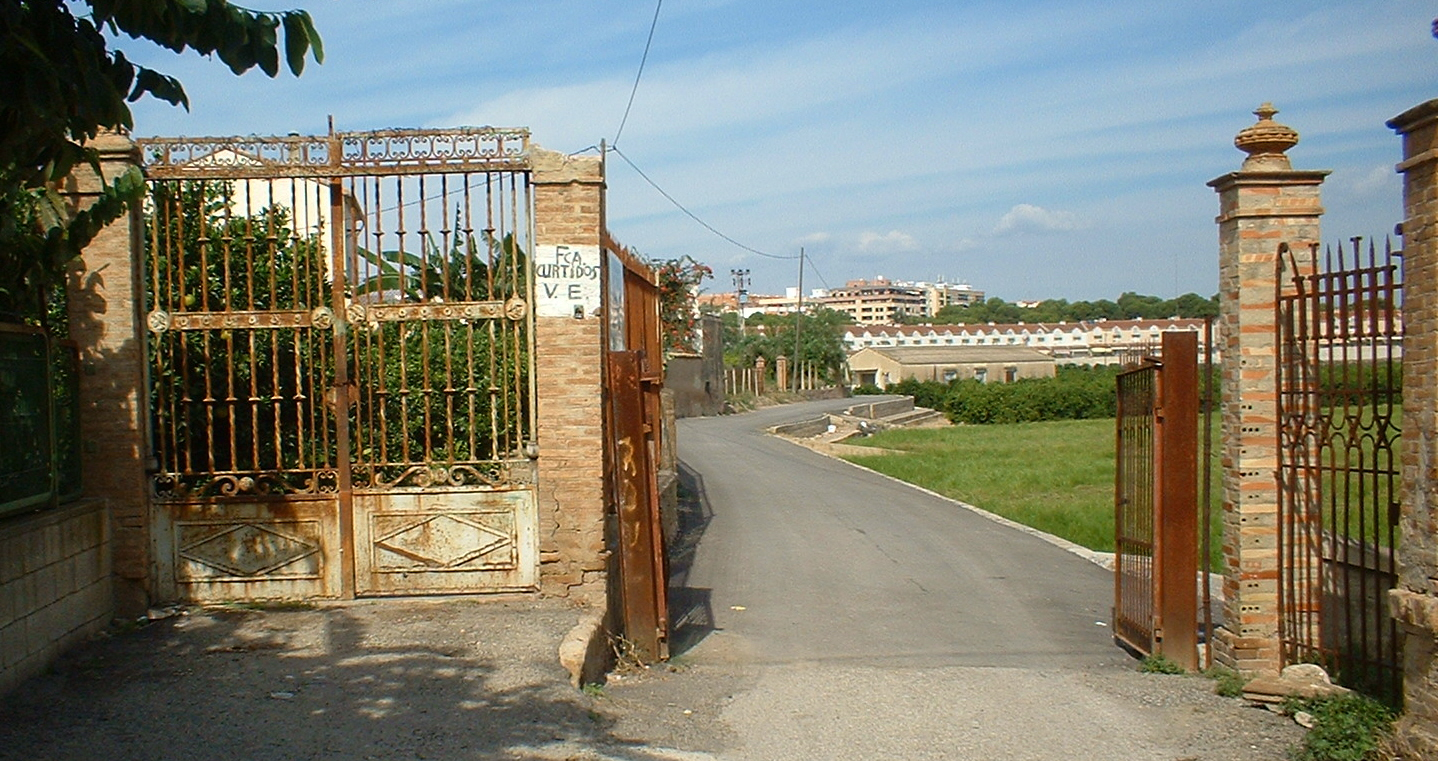
Camí del Quadrat

| Nom del camí rural            | Longitud (m) |
| ----------------------------- | ------------ |
| Camí Vell de València         | 1.659        |
| Camí del Quadrat              | 1.368        |
| Camí del Racó de Godella      | 1.010        |
| Camí de l'Alqueria del Rosari | 757          |
| Camí de l'Alqueria del Pi     | 665          |
| Camí del Molí de la Sal       | 445          |
| Camí del Paretó               | 114          |

## Personatges destacats
- Vicent Andrés Estellés. Periodista, escriptor i poeta.
- Manuel Uribarri. Oficial de l'Exèrcit Popular de la República durant la Guerra civil.
- José Luis Ozores Puchol. Actor de cinema.
- Mariano Ozores Puchol. Director de cinema.
- Antonio Ozores Puchol. Actor i director de cinema.
- Antonio Valero Osma. Actor de teatre i televisió.
- Salvador Guardia Ramos. Jugador de bàsquet.
- Sergio Ballesteros. Futbolista professional.
- Líbero Parri. Futbolista.
- Guillem Agulló i Salvador. Militant antifeixista assassinat per un grup d'ultradretans.
- Josep Mayol Hernández (1910- 1971). Pintor valencià que va viure a Burjassot des de jove.[12][13]
- Emilia Aliaga Sanz (1917-[...?]) cantant de la corda de tiple.
- Bárbara Plaza. Gimnasta rítmica subcampiona del món en 1992.[14]

## Galeria d'imatges

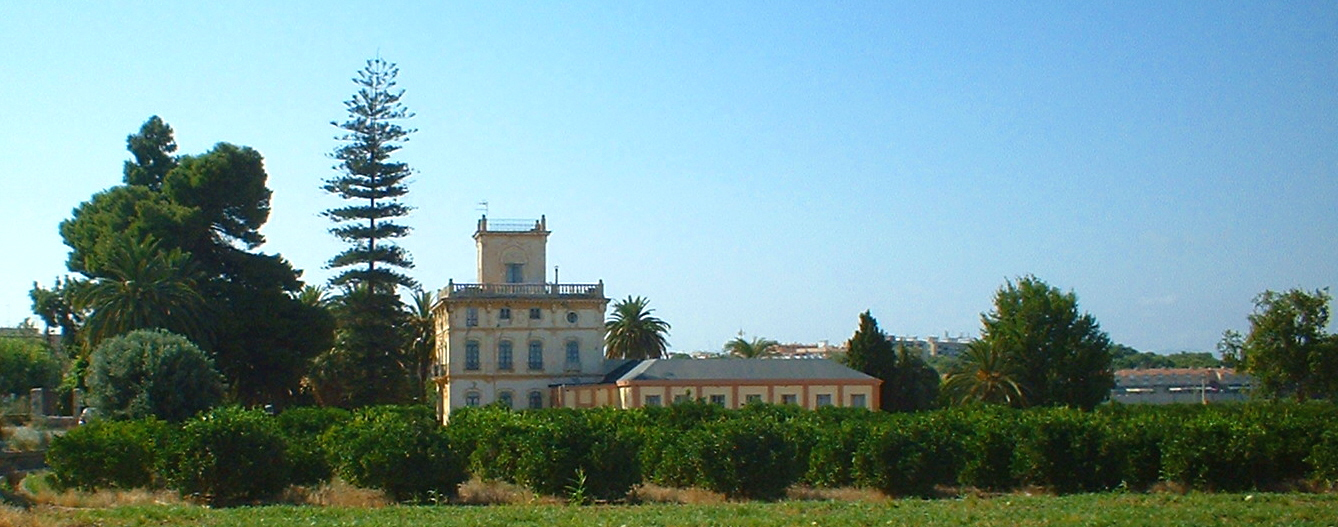
Vil·la de Sant Josep
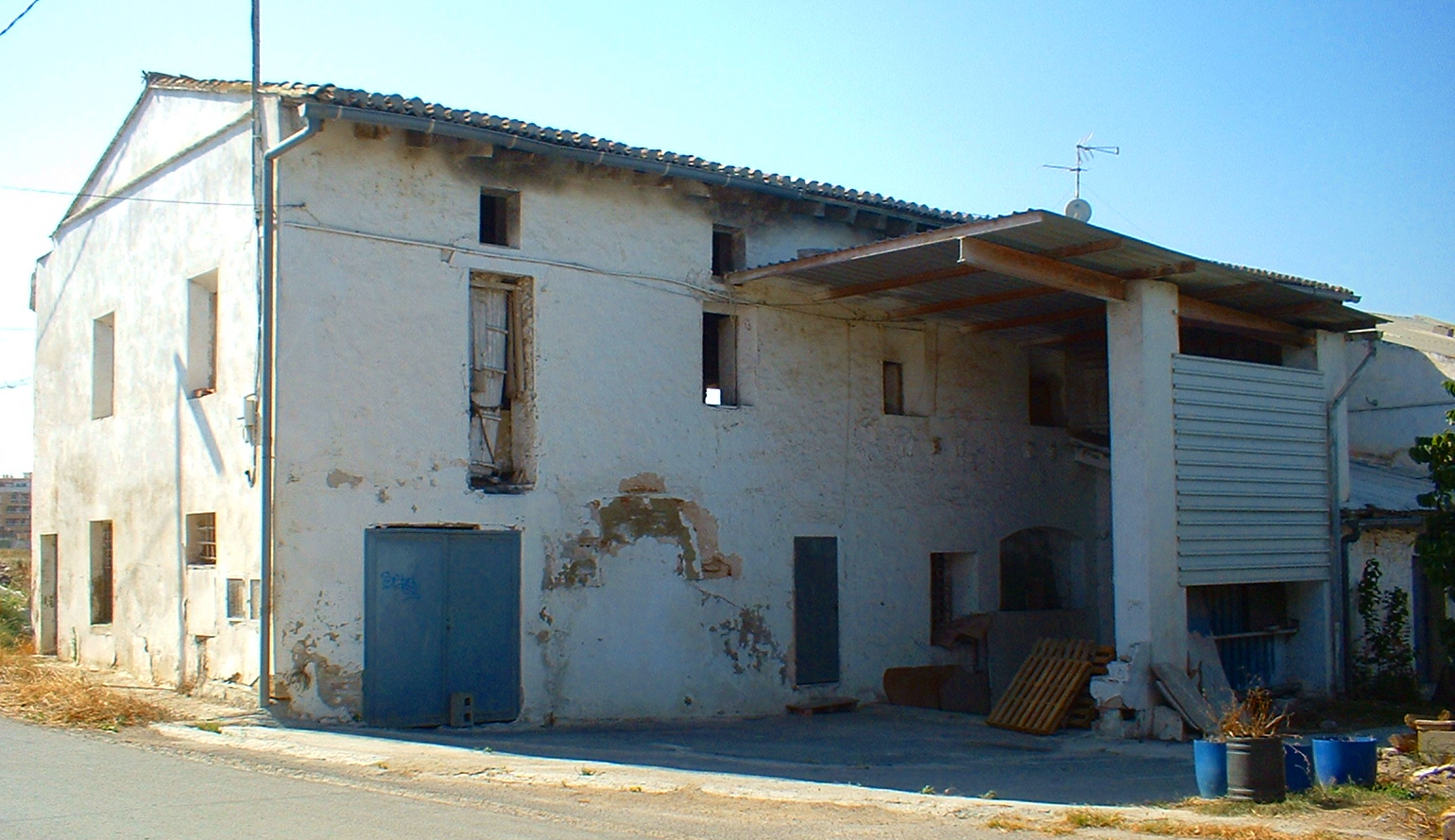
Molí de la Sal
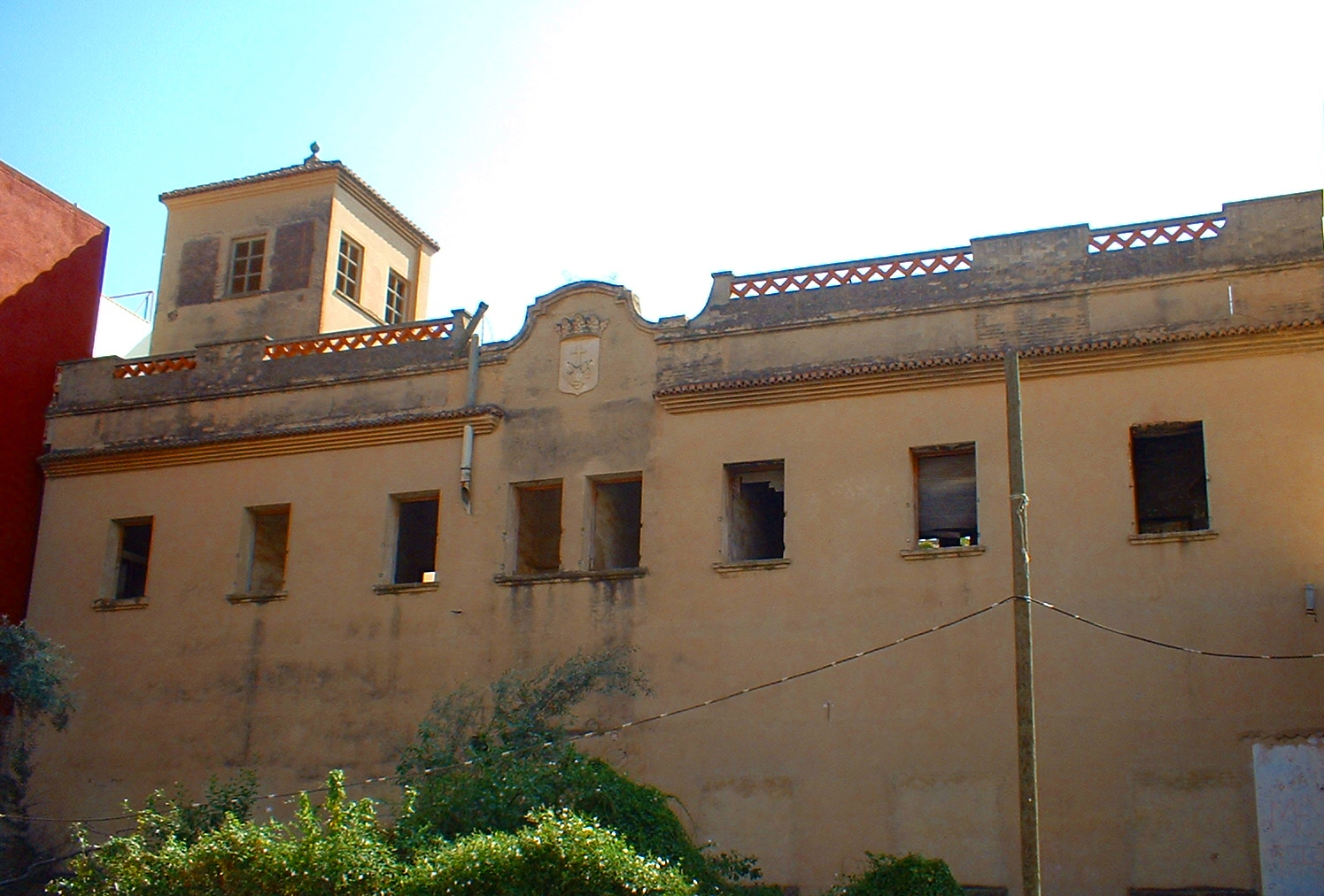
Convent de Sant Manuel
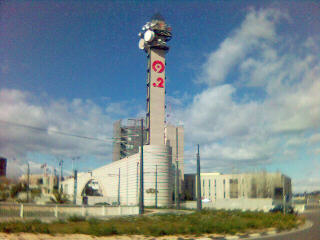
RTVV
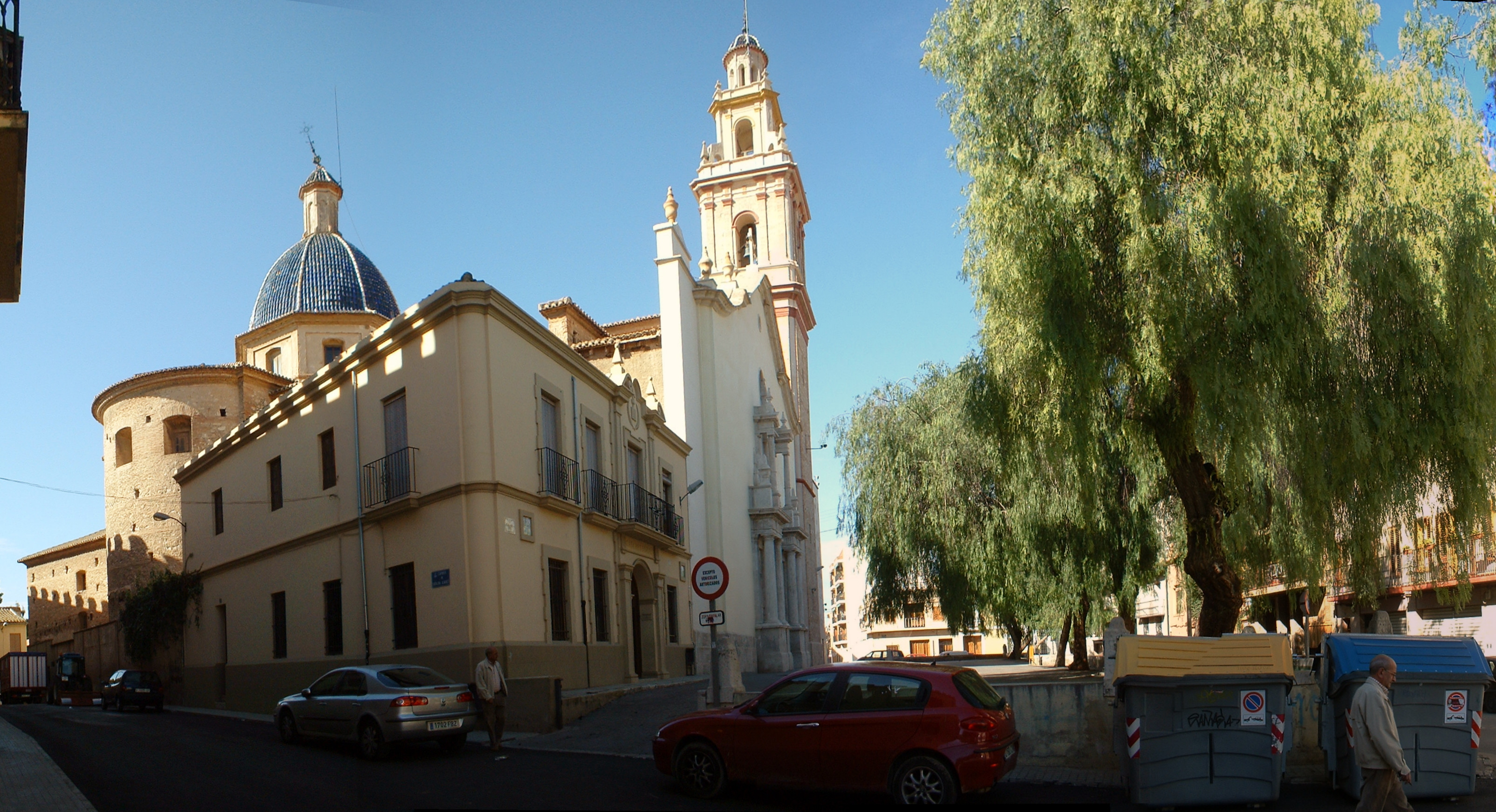
Plaça dels Furs